# Jeanne Malivel
Jeanne Malivel, née le 15 avril 1895 à Loudéac et morte le 2 septembre 1926 à Rennes, est une peintre, illustratrice et graveuse française d'origine bretonne.

## Biographie

### Formation
Jeanne Malivel naît à Loudéac dans une famille de négociants. Après des études secondaires à l'institution de l'Immaculée Conception à Rennes, elle est remarquée par son professeur de dessin, Louise Gicquel (1876-1956). Elle devient infirmière à l'hôpital militaire de Loudéac en 1915, et décide dès l'année suivante de suivre les cours de l'Académie Julian à Paris,.
Elle est reçue 14e au concours d'entrée de l'École des beaux-arts de Paris en novembre 1917 et adhère à la Gilde Notre-Dame, ce qui lui permet de faire la connaissance de Maurice Denis et de George Desvallières. En raison des bombardements sur Paris pendant la Première Guerre mondiale, elle revient à Loudéac, mais est à nouveau reçue avec succès, au concours d'entrée des Beaux-Arts de Paris. Elle loue un atelier avec Marguerite Huré (1895-1967) et Renée Trudon (1891-1934), deux condisciples de l'École des beaux-arts.
Parallèlement à ses études aux Beaux-Arts, elle suit des cours de langue et de littérature celtique au Collège de France, ainsi que des cours de breton au Cercle celtique et se lie d'amitié avec le graveur-sculpteur René-Yves Creston et le sculpteur Georges Robin.

### Engagements militants
Tout au long de sa courte carrière, Jeanne Malivel va entretenir des liens forts avec des revendications politiques et religieuses, liens qui vont irriguer l’ensemble de sa pratique artistique. Contemporaine du développement grandissant du régionalisme breton, elle rejoint divers groupes reliés à ce mouvement dès son retour de la capitale.
Elle adhère dès 1919 au groupe régionaliste breton Unvaniez Yaounkiz Breiz, dont le journal est Breiz Atao. Elle rencontre nombre d'artistes bretons résidant à Paris, comme René Quillivic, James Bouillé ou encore René-Yves Creston et Suzanne Creston. Au mois d’août, elle fait paraître un article dans Breiz Atao intitulé « D’un art populaire » dans lequel elle en appelle à tous les artistes, artisans et industriels pour coopérer ensemble à la reconstitution des arts appliqués de Bretagne.

Cette même année, en octobre, elle figure parmi les signataires de la déclaration du marquis Régis de l’Estourbeillon pour le droit des langues et la liberté des peuples qui sera relayée par l’Union régionaliste bretonne (URB). C’est la première fois que le nom de Jeanne Malivel est associé au militantisme régionaliste. En 1920, elle expose des peintures lors du congrès de l’URB. C’est dans le cadre des activités de cette association qu’elle rencontre de nombreux artisans de petites industries locales parmi lesquels Jules Henriot, le menuisier Jean Le Lousse-Bliquet (Quintin) ou encore les tisserands Léauté (Uzel) qui seront tous associés plus tard à ses productions artistiques.

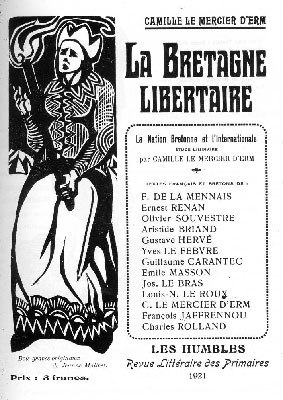
Couverture de la revue "Les Humbles" éditée en avril 1921. Camille Le Mercier d'Erm utilise plusieurs bois de Jeanne Malivel sans son autorisation dont cette version de Jeanne la flamme.

C’est en 1919 toujours, que Jeanne Malivel initie ses recherches avec  la gravure sur bois. Pour son ouvrage originellement destiné aux enfants et intitulé Histoire de notre Bretagne, Jeanne Coroller-Danio lui demande d’en réaliser les illustrations. Cette collaboration va durer trois ans durant lesquels Jeanne Malivel va réaliser de nombreuses illustrations et recherches en bibliothèque. L'ouvrage paraît finalement en 1922 et est tiré à 1050 exemplaires. Salué par les nationalistes bretons, il est violemment critiqué dans la presse qui le considère souvent comme anti-français. Tous saluent pourtant le travail graphique de Jeanne Malivel qui fondera la reconnaissance de l'artiste au-delà des cercles d’initiés.
En octobre 1920, Jeanne Malivel participe à Rennes, dans la grand’chambre du Parlement, au Congrès d'une autre association militante régionaliste, rivale de l'URB : la Fédération régionaliste de Bretagne (FRB). Les objectifs de cette association visent à promouvoir un régionalisme breton et la perpétuation des productions artisanales et artistiques locales. Cela ne sera pas anodin dans le développement des activités futures de l’artiste, l’objectif pour le FRB est clair, il s’agit en effet de « rechercher des éléments de décoration celto-bretonne et leur application à l’industrie et au développement de l’apprentissage des métiers d’art ». Lors du Congrès de 1920, dans une volonté fédéraliste, l’association exprime à travers un vote son souhait de soutenir la revendication d’une Bretagne intégrale à cinq départements. Jeanne Malivel témoigne : « […] j’avais levé bien haut la mienne pour la Bretagne telle qu’elle doit être, la Bretagne seule. ». C’est dans le giron de la FRB qu’elle côtoie de nombreuses personnalités œuvrant à ces mêmes recherches et revendications, notamment au sein de la section des beaux-arts de la fédération: Charles-René Collin, Eugène Bossard, Jeanne-Marie Barbey et James Bouillé notamment.

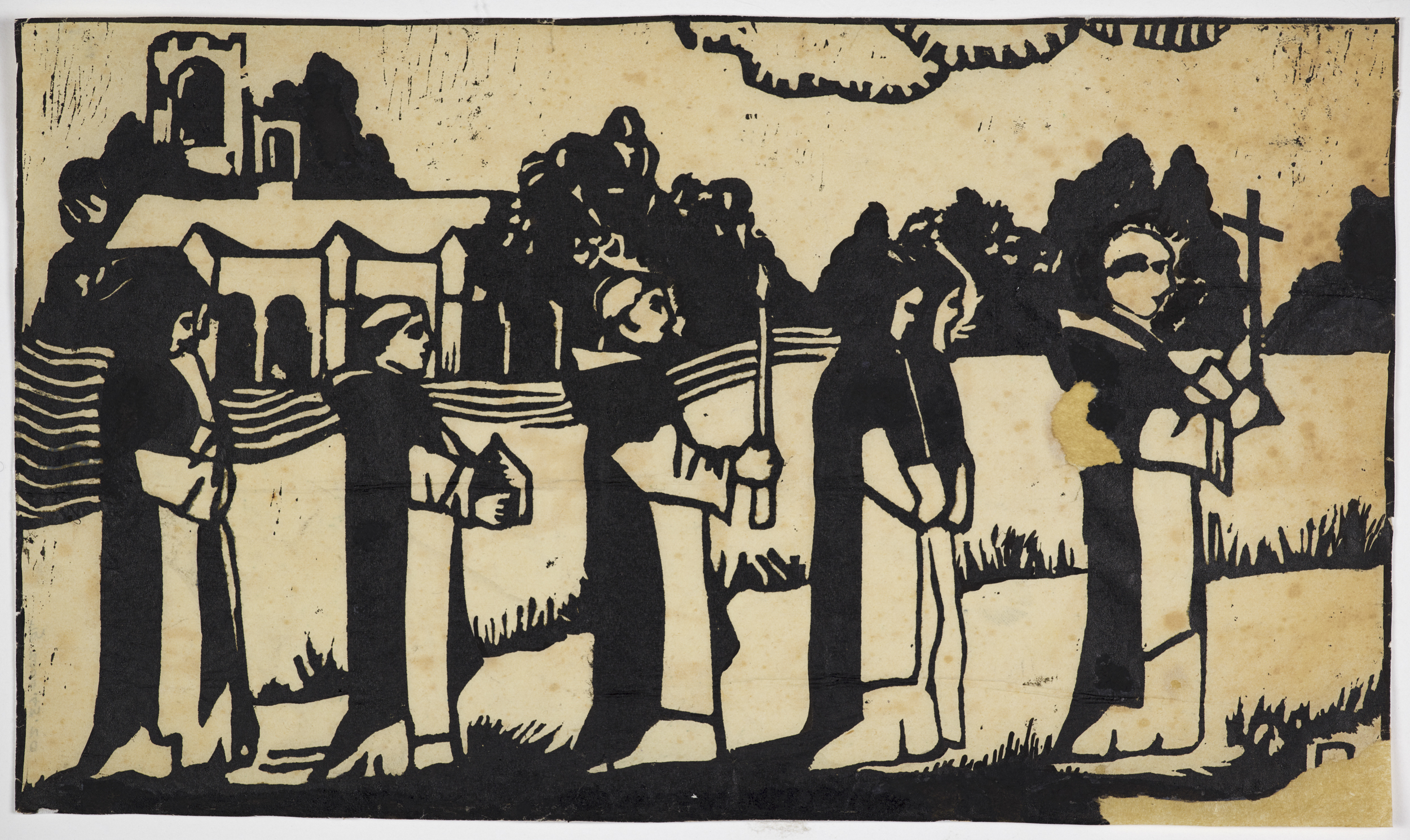
Gravure d'une procession monastique par Jeanne Malivel, conservée au Musée de Bretagne, Collection Arts graphiques

Outre ses engagements politique et régionaliste, Jeanne Malivel a parfois exprimé ses savoir-faire technique et artistique au service de sa foi et de l’église catholique bretonne. Dès 1917, elle adhère à la Gilde Notre-Dame dirigée par l'abbé Léon Cadart, laquelle entend s'inspirer de l'art et de la foi médiévale pour insuffler un renouveau de l'art catholique. En 1919, elle rejoint Maurice Denis dans les Ateliers d'art sacré que l'artiste avait fondé rue de Fürstenberg à Paris.
En 1921, elle commence sa collaboration avec la revue Feiz ha Breiz par l’intermédiaire probable de l’abbé Jean-Marie Perrot. Cette collaboration durera jusqu’en mars 1924. Jeanne Malivel y déploie ses recherches tant iconographiques que techniques par le biais d’illustrations obtenues par le médium de la gravure sur bois de fil. Elle cherche à insuffler une iconographie nouvelle à la revue malgré les conservatismes de certains lecteurs et contributeurs. On trouve au sein de ces derniers d'autres artistes parmi lesquels Louis Le Guennec, Yves Floc’h ou Odette de Villers.

### Activité d'enseignement à l'École des beaux-arts de Rennes
Au début de l'année 1923, elle devient professeure à l'École des beaux-arts de Rennes, à l'instigation de son directeur Jules Ronsin. Elle va y demeurer trois ans, avant que ses soucis de santé ne la contraignent à abandonner cette activité. Elle y enseigne principalement la gravure, et son atelier va être déterminant dans la diffusion de la xylographie auprès des jeunes artistes alors en formation à Rennes : sous son influence, André Mériel-Bussy, Édouard Mahé, Marguerite Houël et René Salmon de La Godelinais s'essayent à cette technique. Plusieurs d'entre eux, cependant, ne poursuivirent pas dans cette voie une fois quittée l'École des beaux-arts.

### La fondation du mouvement des Seiz Breur jusqu'au retrait de la vie militante et artistique

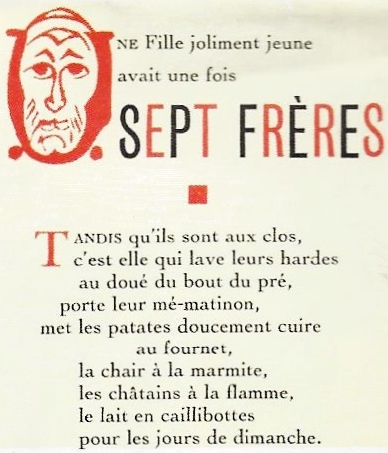
Le début du conte Les sept frères (Ar Seiz Breur), collecté par Jeanne Malivel.

Au cours de l'été 1923, Jeanne Malivel participe activement à la création du mouvement des Seiz Breur (l'histoire a retenu que le 3 septembre 1923 Jeanne Malivel retrouve René-Yves Creston et son épouse Suzanne Creston au pardon du Folgoët et que c'est lors de cette rencontre que serait née l'idée de créer une confrérie d'artistes et d'artisans se donnant pour mission de renouveler l'art populaire breton) en vue de participer à l'Exposition internationale des Arts décoratifs et industriels modernes qui doit se tenir à Paris. En dépit des difficultés rencontrées avec Jean-Julien Lemordant, le groupe réussit à présenter un ensemble cohérent (l'Osté, salle des Côtes-du-Nord) qui est récompensé à maintes reprises.
Pourtant, dès le début de l'année 1925, le groupe des Seiz Breur connaît de vives tensions et Jeanne Malivel s'en écarte, tout comme son ami Pierre Abadie-Landel. Elle se retire alors volontairement de la scène artistique et de la vie militante.
Elle se marie en juillet 1925 avec Maurice Yung, contrôleur des droits indirects, et le couple emménage à Vitré à la fin de cette même année. Touchée par une typhoïde, elle meurt à la clinique Saint-Vincent de Rennes, le 2 septembre 1926. Elle est inhumée à Loudéac.

## Œuvres

### Gravure sur bois et illustration

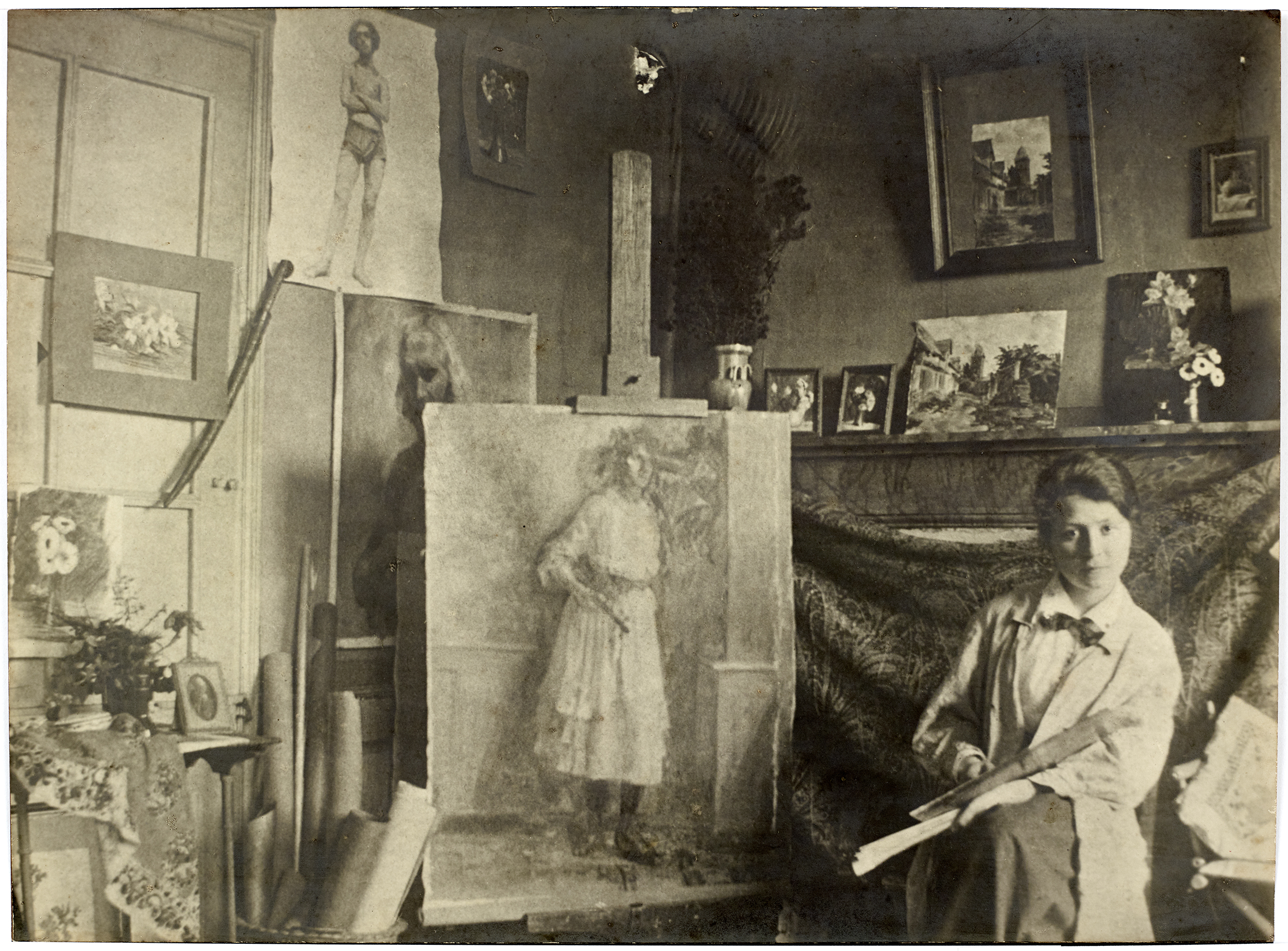
Portrait de Jeanne Malivel dans son atelier à Loudéac vers 1920.

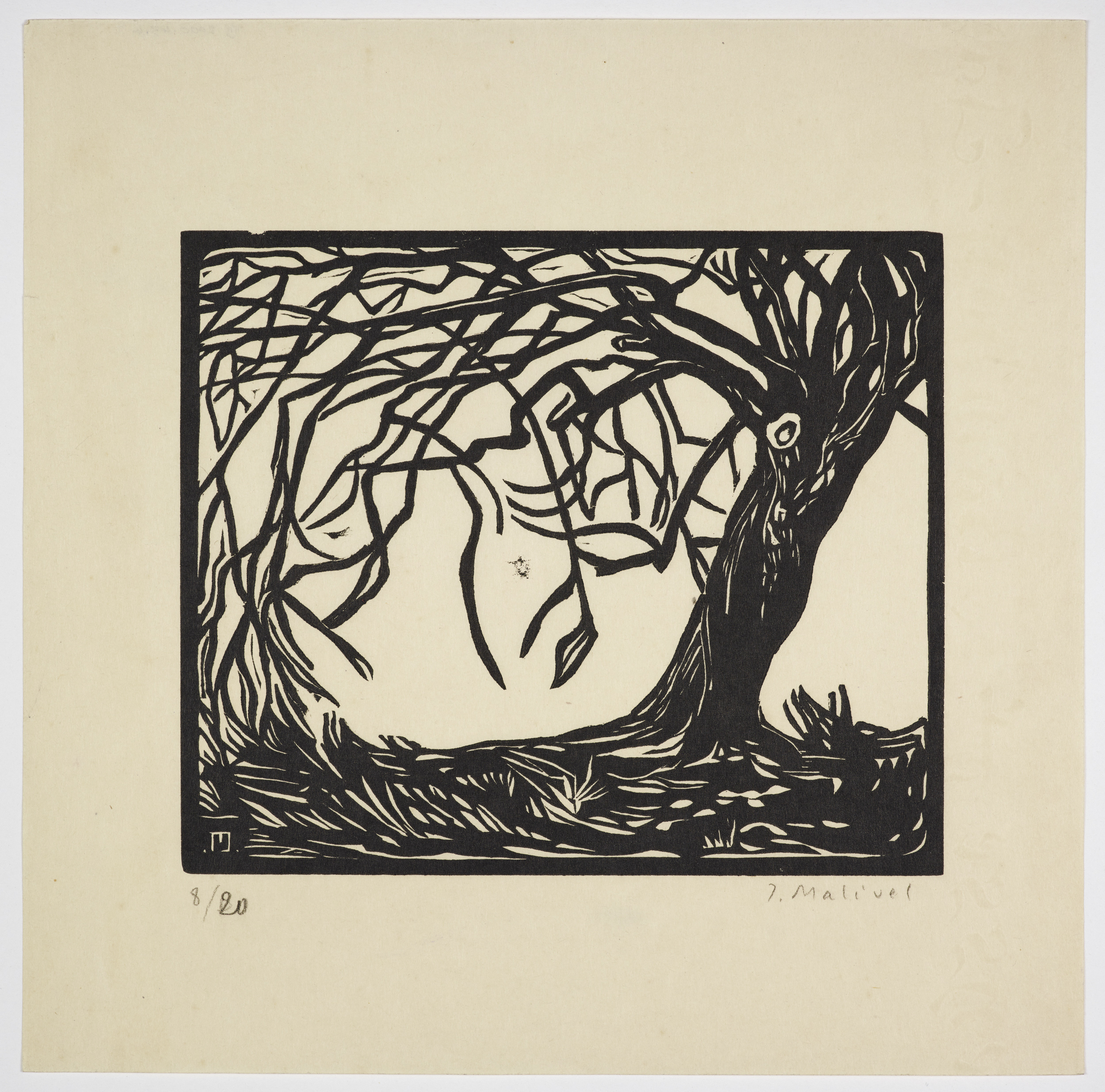
Jeanne Malivel, Le vieil arbre (ou l'Arbre sans feuilles), collections du Musée de Bretagne

Jeanne Malivel a été l'une des grandes rénovatrices de la gravure sur bois en Bretagne. S'inspirant de ses recherches sur l'art irlandais mais aussi le haut Moyen Âge, elle commence à aborder cette technique en 1919 avec un Saint-Maurice, patron de Loudéac, initialement conçu comme une image de pardon et qui sera reproduit sous diverses formes.

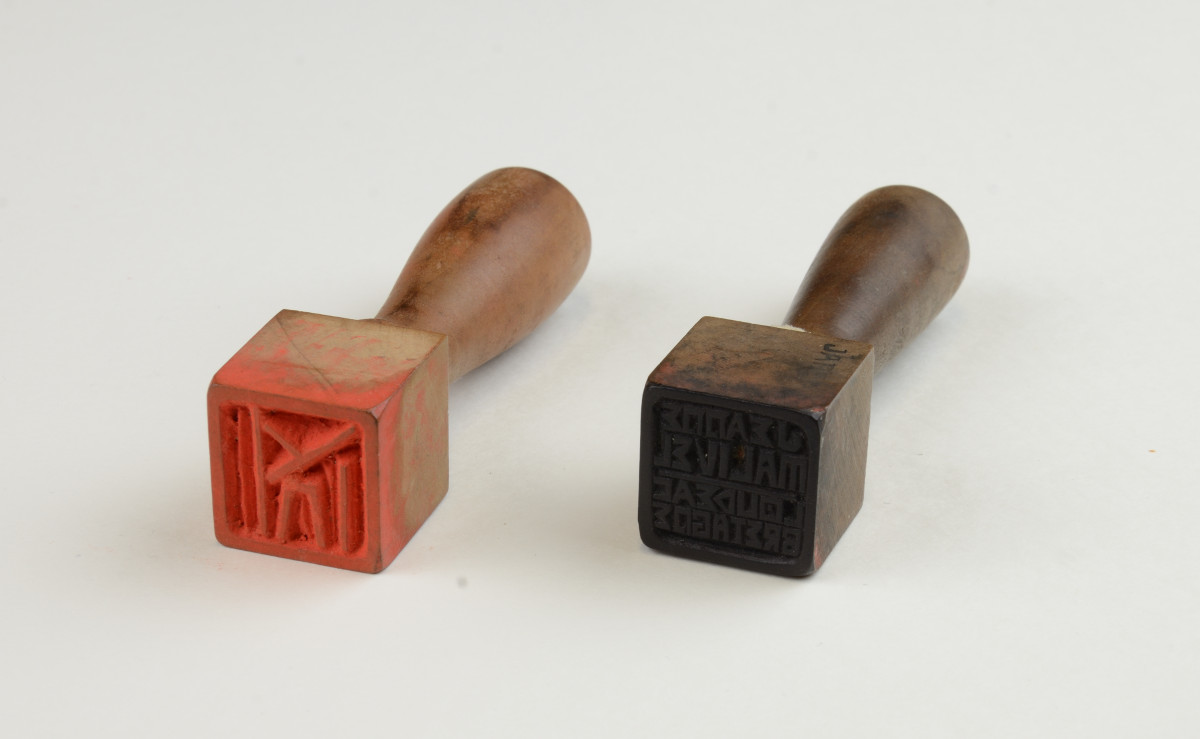
Tampons de signature de Jeanne Malivel, musée d'Art et d'Histoire de Saint-Brieuc.

Son œuvre gravé compte plus de 150 gravures sur bois. Ses travaux de gravures sont essentiellement destinés à l'édition illustrée, dont sa plus célèbre réalisation est Histoire de notre Bretagne.
Elle réalise également vers 1922 une série de gravures prenant pour thème la nature (L'Arbre sans feuilles, Le vieux Poirier).

#### Projets d'illustrations

##### 1919:La maison de l’Hermine
En 1919, l’éditeur Camille Le Mercier d’Erm demande à Jeanne Malivel de dessiner les emblèmes de ses maisons d’éditions, Les Argonautes et La maison de l’Hermine. Ce projet n’aboutira pas. La jeune femme réalise également une illustration pour le journal Dinard-Plage. Néanmoins, le dessin finit par être utilisé en 1921 pour des billets crées par l’Union commerciale et industrielle dinardaise après la première guerre mondiale. Ces derniers sont retirés de la circulation en 1923.

Jeanne Malivel collabore avec Camille Le Mercier d’Erm sur d’autres projets dont Les Saints Bretons de la côte d’Emeraude, une collection de monographies des saints bretons, et la Collection de textes d’auteurs bretons, dans lequel l’artiste envisage d’illustrer des textes par Brizeux, Châteaubriand, Renan, Maurice Rostand, La Villemarqué et Le Braz.

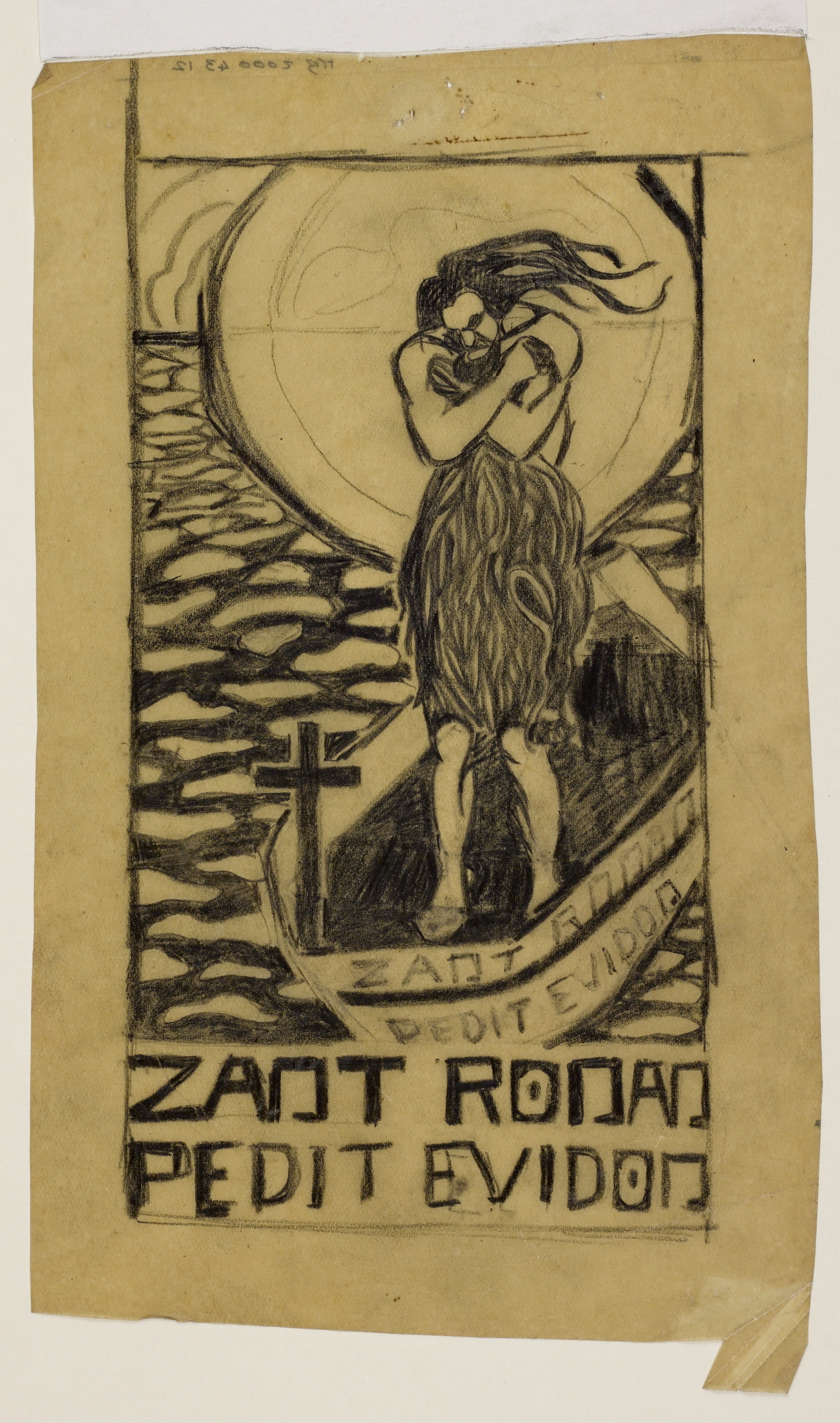
Saint Ronan arrivant d'Irlande dans sa barque
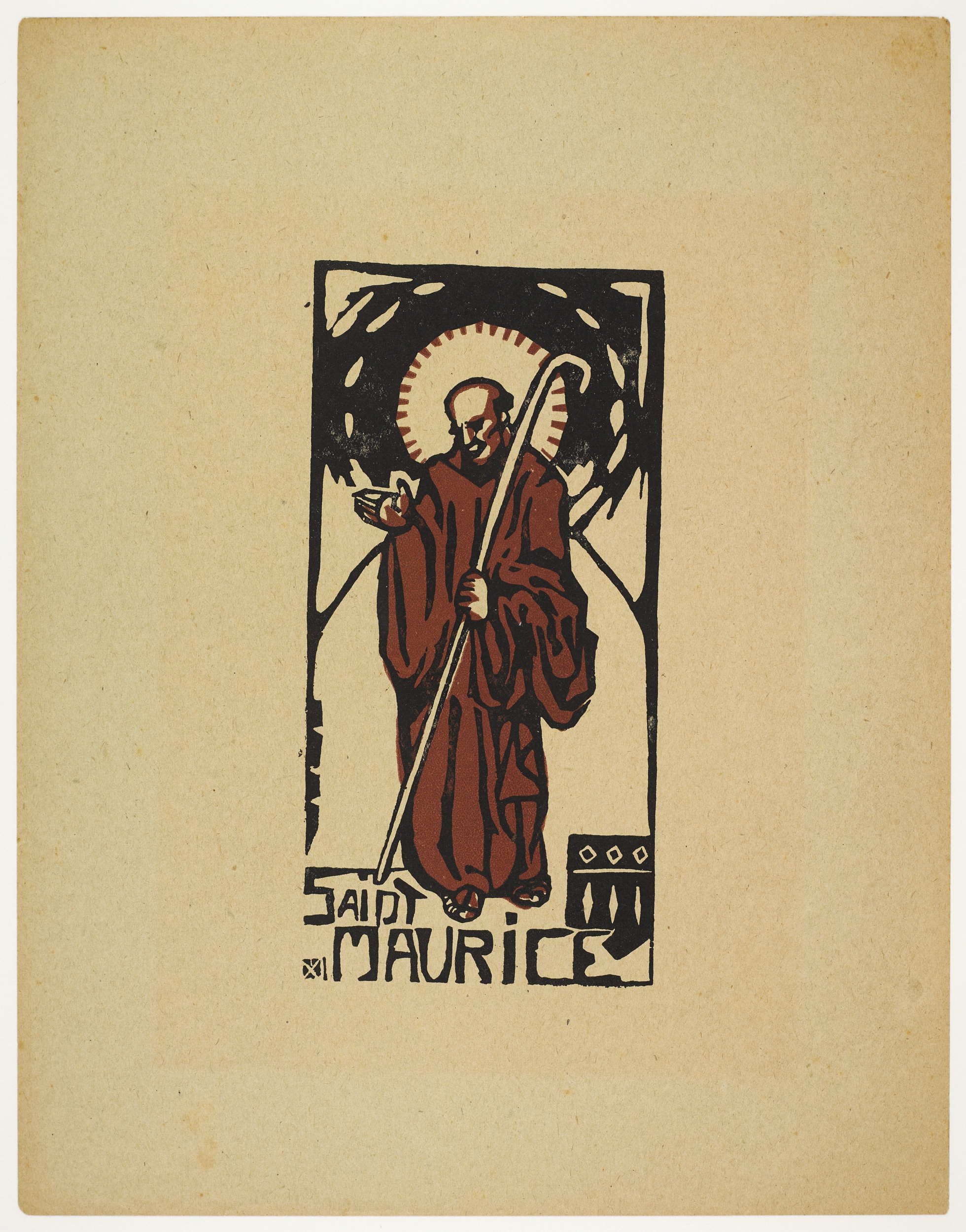
Saint Maurice
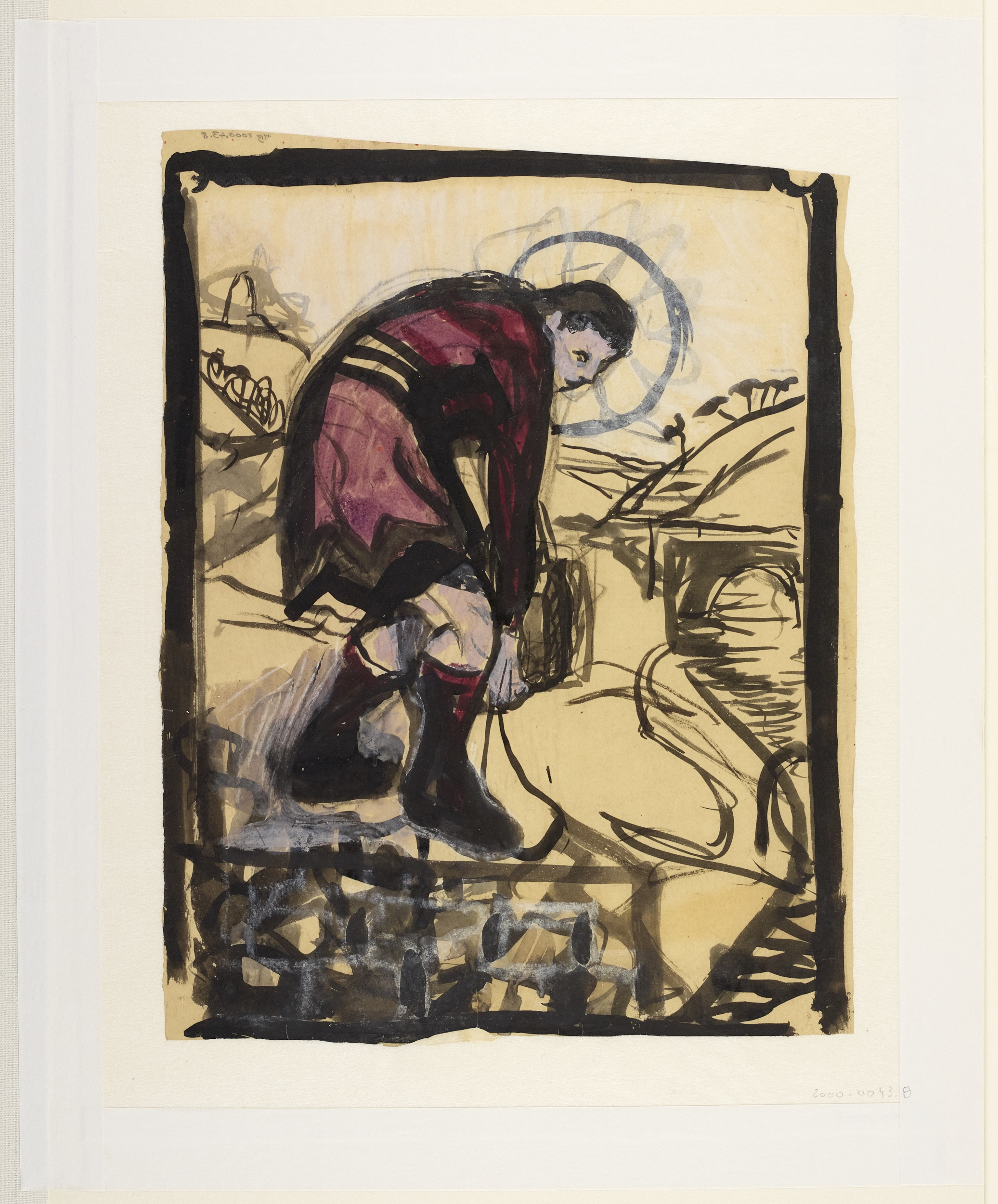
Saint breton
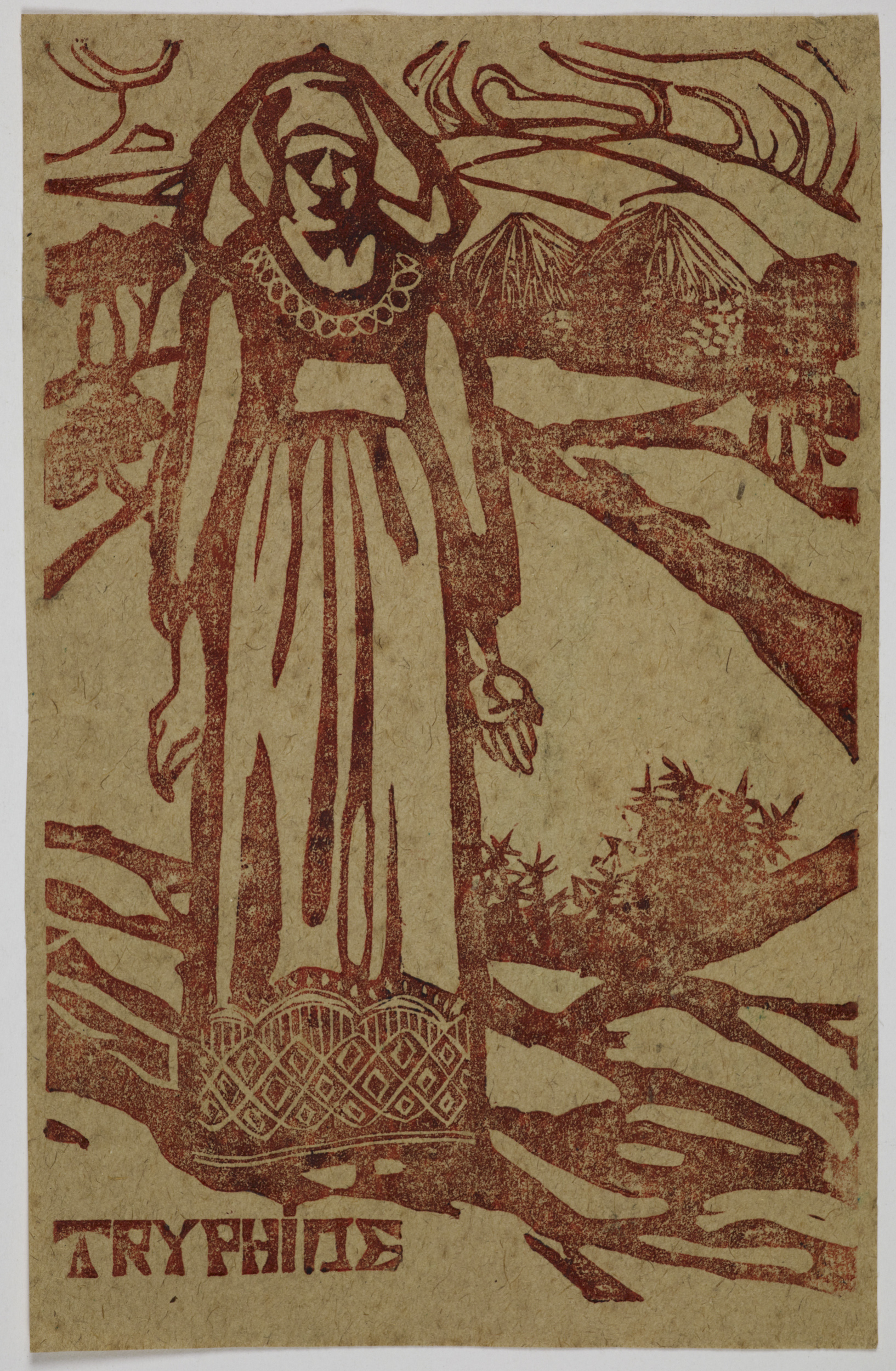
Sainte Tryphine

##### 1921-1924:Feiz ha Breiz
Dès 1921, Jeanne Malivel collabore avec l’abbé Jean-Marie Perrot sur la revue catholique bretonne Feiz ha Breiz. Elle illustre des contes et des nouvelles de la Bretagne avec des gravures sur bois de fil. Leur collaboration cesse en mars 1924 pour deux raisons : l’illustratrice n’est pas satisfaite de son travail car elle est obligée de s’en tenir à des illustrations de petites dimensions et elle manque tout simplement de temps. En effet, Malivel est alors occupée par son poste d’enseignante aux Beaux-Arts de Rennes et par les préparations de l’exposition des Arts décoratifs de 1925 avec les Seiz Breur.

##### 1920:Ar en Deulin
La librairie Le Goaziou demande à Jeanne Malivel d'illustrer les poèmes du poète Jean-Pierre Calloc'h. Malgré le fait que le projet soit abandonné par faute de documentation précise et un manque de temps, Malivel réalise deux bois et trois aquarelles sur japon. En 1963, l'un de ces bois devient la couverture d'une nouvelle édition de ce recueil.
La même année, Jeanne Malivel produit un dessin préparatoire à une couverture pour un projet d'illustration de l'œuvre musicale de Mathilde Delaporte.

##### 1921-1923:Le conte des Sept Frères
Malivel retranscrit et arrange ce conte local qu'elle obtient auprès de sa grand-mère, Joséphine Beaufils, originaire d'Ille-et-Villaine. Elle s'associe avec la librairie Le Goaziou pour la conception de ce projet. Néanmoins, ce dernier est abandonné : les gravures paraitront en 1929 et le texte édité sans illustrations qu'en 1977,.

##### 1922:Histoire de notre Bretagne
Histoire de notre Bretagne est sa plus célèbre réalisation. Elle s'associe avec Jeanne-Amu Corollet qui écrivit le texte de ce projet afin de partager le récit de la création de la Bretagne. Au départ, Malivel doit réaliser une quinzaine de bois mais elle finit par en produire 73 à la suite des encouragements de Camille Le Mercier d'Erm, l'éditeur de l'ouvrage. Il lui indiqua les dimensions, et parfois même les compositions désirées. Les gravures de Malivel seront également présentées à l'exposition « The Art of Brittany » à New-York en février-mars 1921, avant que l'ouvrage soit officiellement imprimé en 1922 où il sera tiré à 1050 exemplaires.

Les critiques seront divisés. Certains, comme Charles Chassé, conçoivent l'œuvre comme « anti-française » et « menteuse », tandis que d'autres, surtout des Bretons, la célébrèrent comme une réussite. Néanmoins, les deux camps se mirent d'accord pour déclarer que les gravures de Malivel étaient de qualité.

Bois gravés pour Histoire de notre Bretagne (1922)
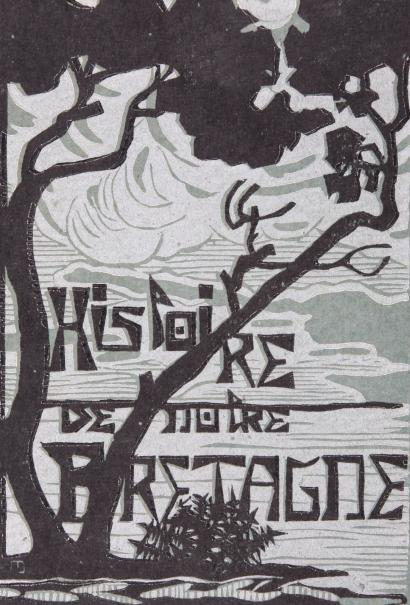
Couverture.
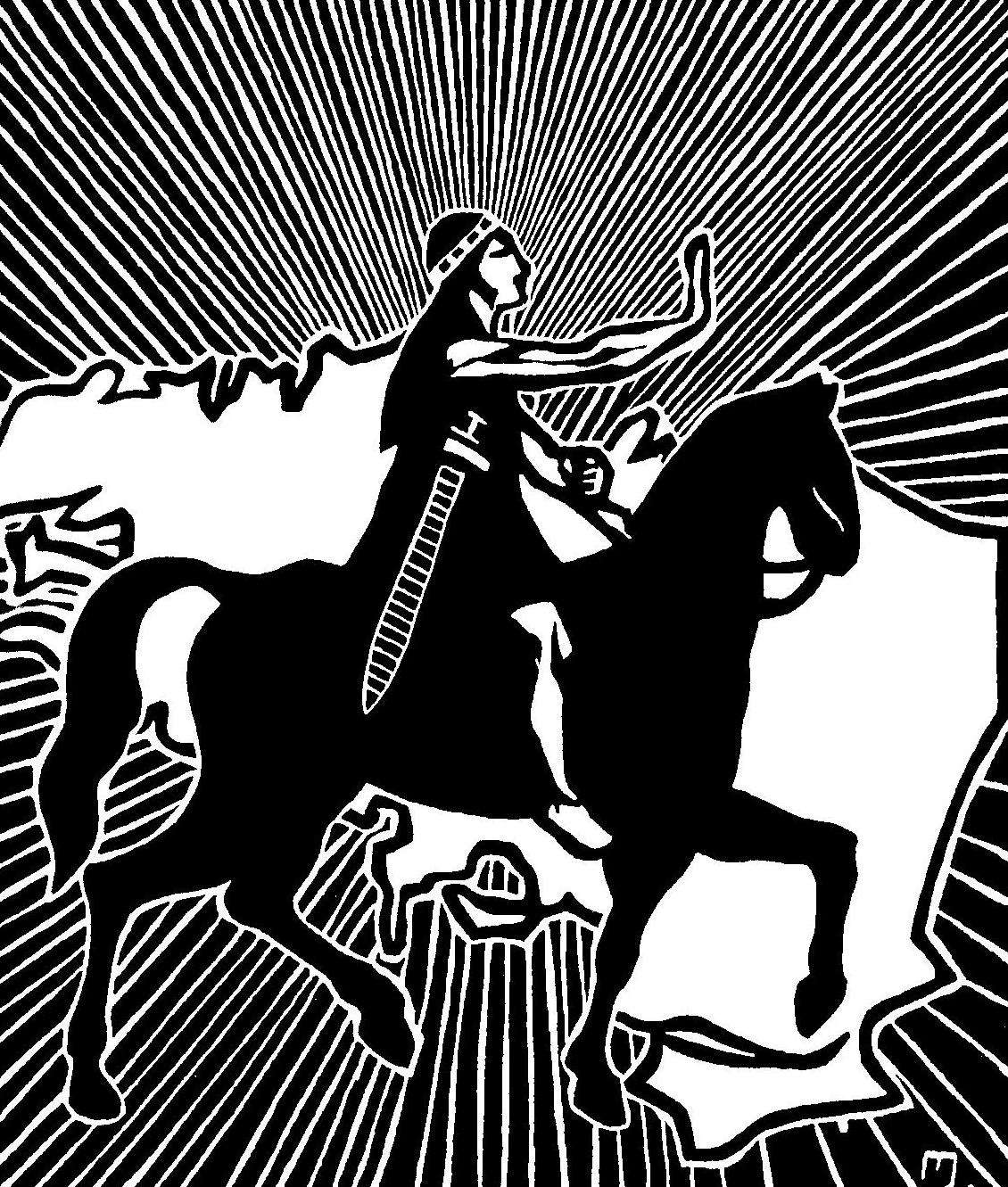
Nominoë triomphant.
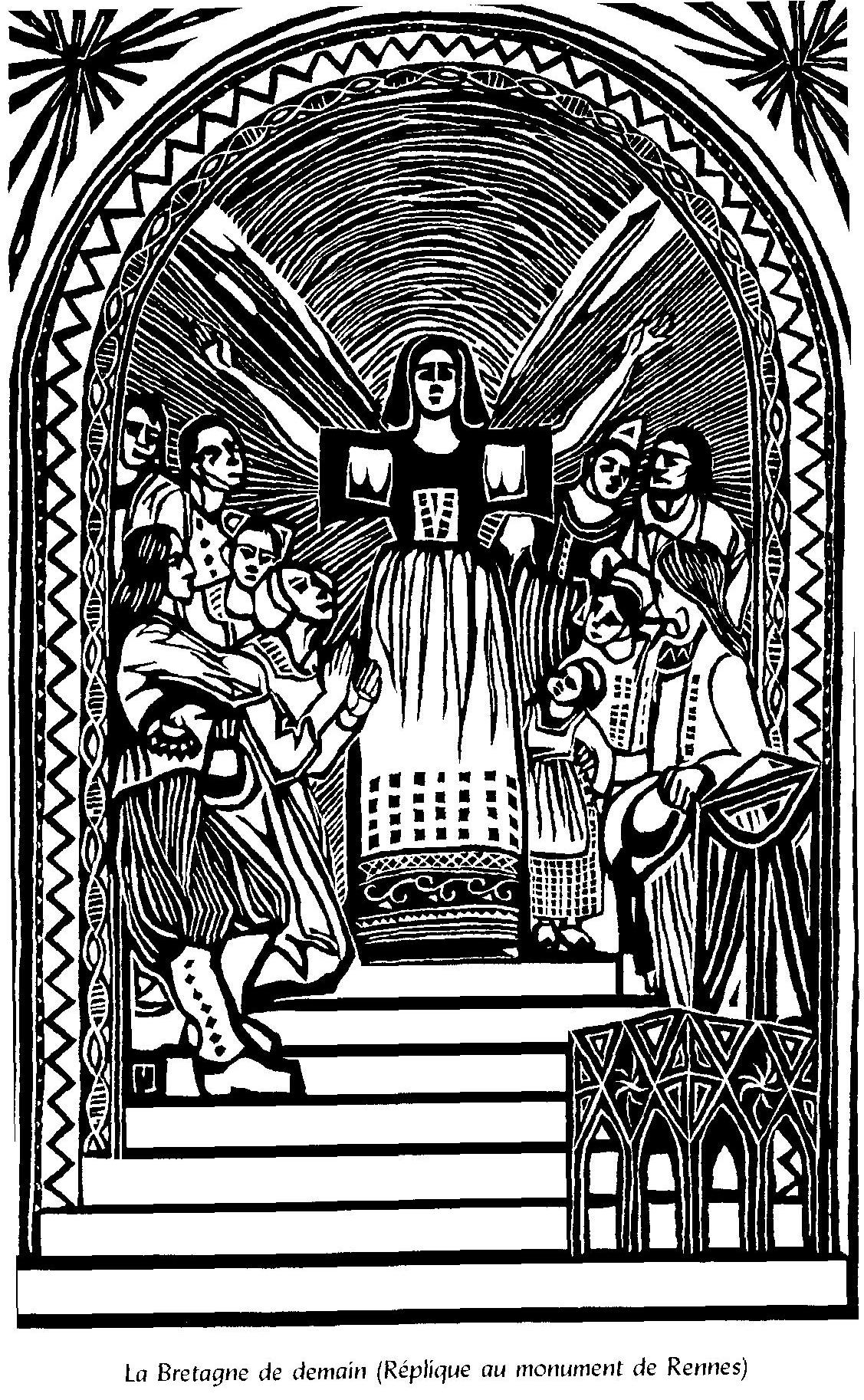
La Bretagne de demain.
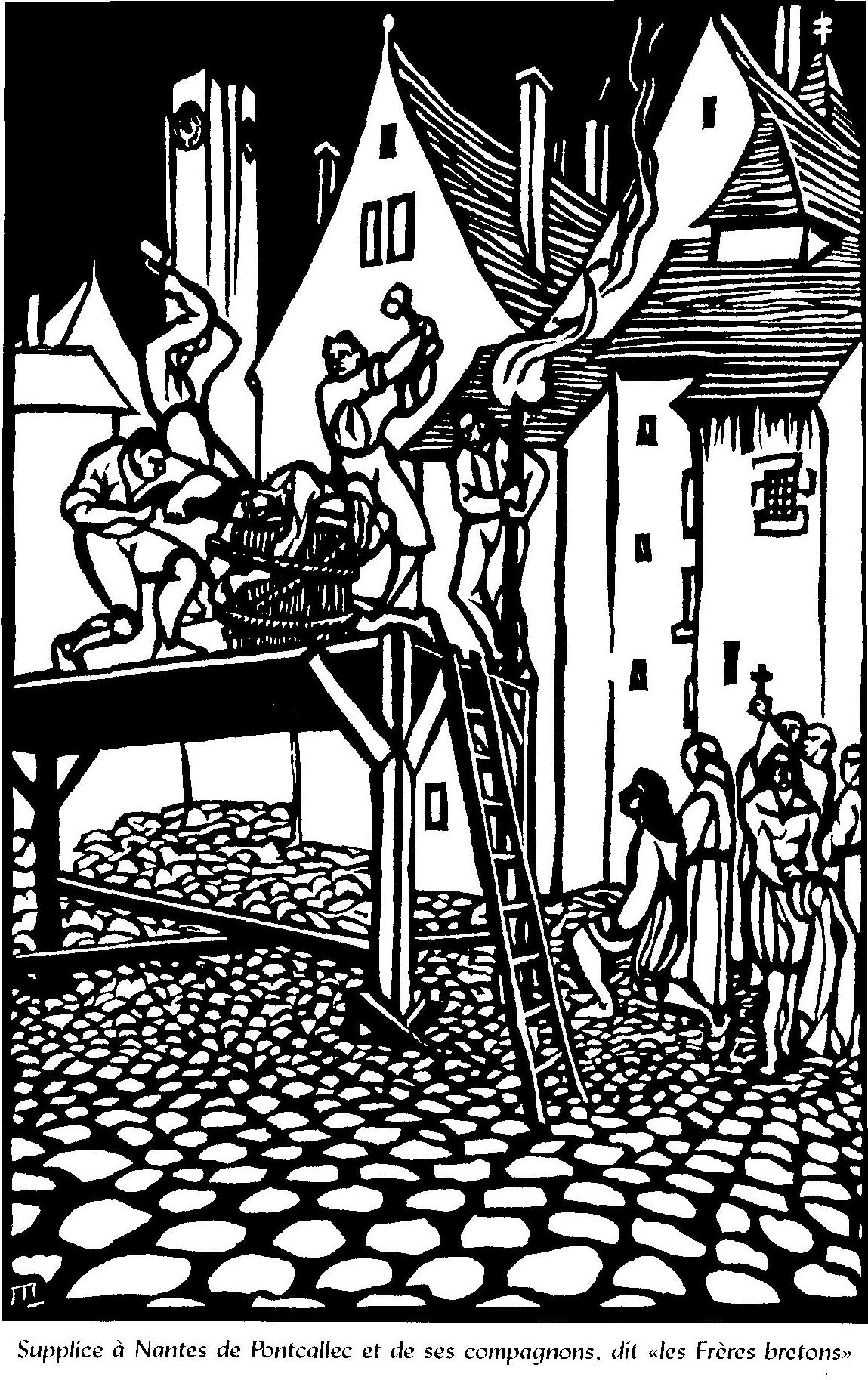
L'exécution du marquis de Pontcallec.
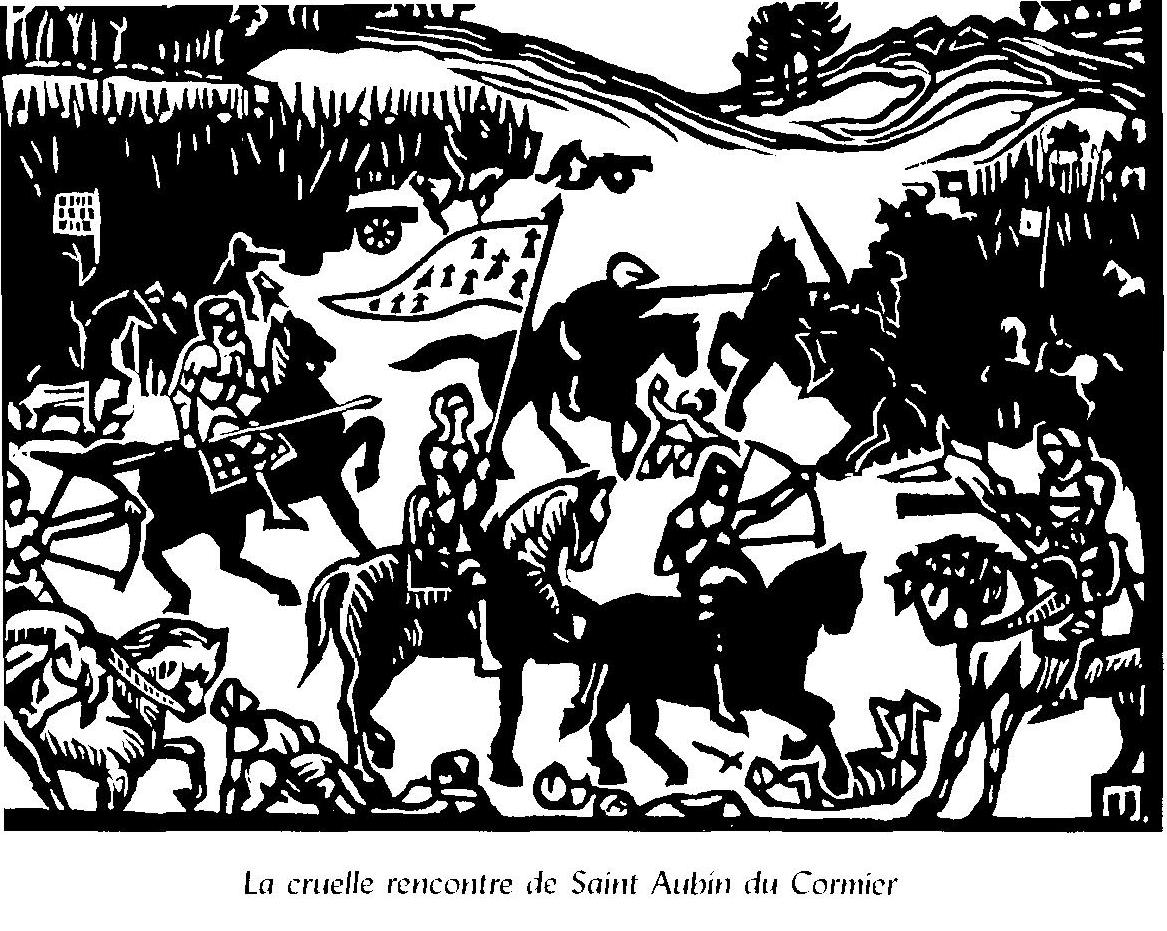
Bataille de Saint-Aubin-du-Cormier.
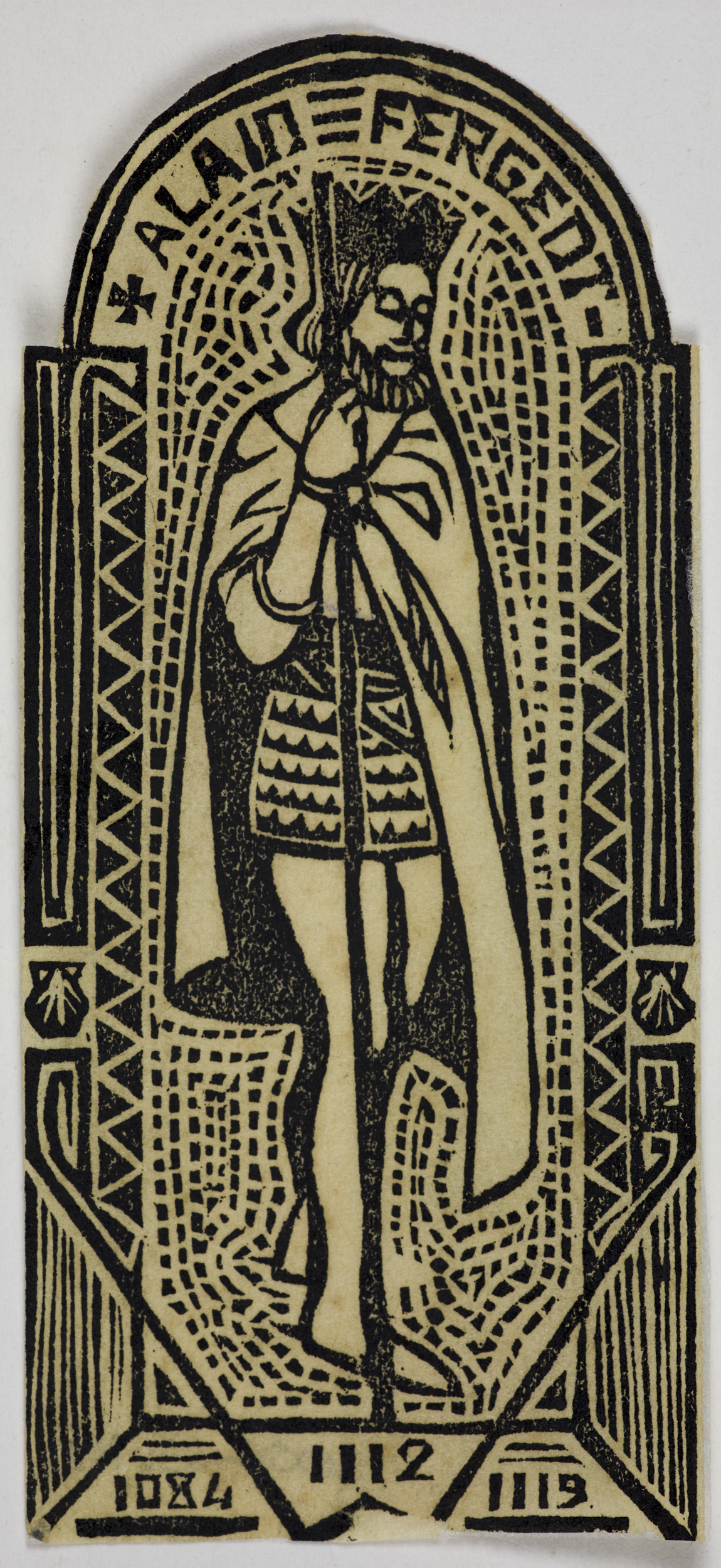
Alain IV de Bretagne

##### 1921-1924:Le tombeau deChateaubriand
Camille Le Mercier d'Erm demande à Jeanne Malivel d'illustrer le poème Le Tombeau de Chateaubriand de Maurice Rostand. En 1922, Malivel se rend à Saint-Malo pour y réaliser des esquisses du tombeau. Il ne reste qu'un bois sur six de ce projet.

##### Travaux personnels
- 1923 : Raoul de Fougères ou L'héroïque rançon — Malivel produit 18 gravures sur bois pour ce projet qui est le second ouvrage qu'elle illustre dans son entièreté après Histoire de notre Bretagne.
- 1923 : Guide du Syndicat d'initiative de Loudéac — Élue vice-présidente du syndicat, Malivel illustre le premier guide touristique de Loudéac. On y retrouve 8 illustrations des bâtiments de la ville et de ses alentours.
- 1923 : Sainte Radegonde — Un projet commun avec la poétesse Gabrielle Basset d'Auriac afin d'illustrer la vie de Sainte Radegonde. La publication ne verra jamais le jour car Malivel sera trop occupée par l'exposition de 1925 avec les Seiz Breur.
- 1925 : Histoire et géographie du Finistère — Un guide destiné aux écoliers du département. Malivel illustre la couverture et conçoit la typographie[24].

#### Liste d'illustrations
- Abbé Joseph Roulé, Nouvelle notice de N.-D. de Toute-Aide de Querrien, paroisse de La Prénessaye, Rennes, Impr. de L. Bahon-Rault, 1916.
- Illustrations pour la revue Breiz Atao, 1919.

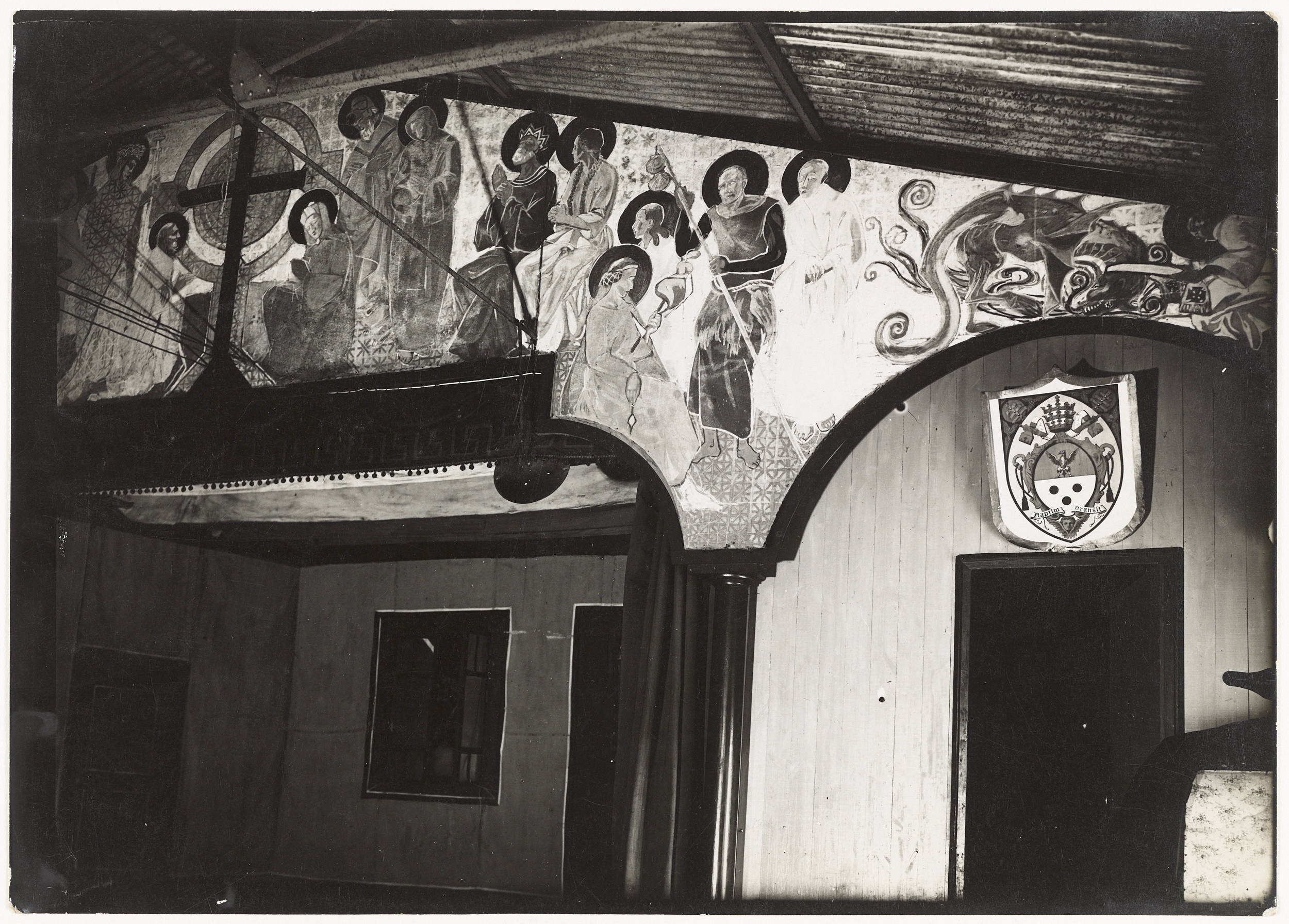
Patronage de Loudéac fresque de Jeanne Malivel, collection du Musée de Bretagne.

- Syndicat d’initiatives de Loudéac, Loudéac et ses environs, Loudéac, Imprimerie Anger, 1922.
- C. Danio (pseudonyme de Jeanne Coroller-Danio), Histoire de notre Bretagne, Dinard, imprimé et édité à l'enseigne de l'Hermine, 41, rue des Casinos, 1922.
- André Le Marchand, Raoul de Fougères ou l’héroïque rançon, Rennes, Imprimerie Oberthür, 1923.
- Illustrations pour la revue Feiz ha Breiz entre 1921 et 1926.

### Peintures murales
- Patronage de Loudéac : Saints bretons.

### Production textile

#### Le vêtement breton
S’accélérant avec la Première Guerre mondiale, les usages du costume breton (chupenn, ruban, coiffe) ont évolué vers un recul et un abandon progressif, d’abord en Ille-et-Vilaine et en Loire-Inférieure. La fabrication du vêtement subit de plus rapidement (dès la 2nde moitié du XIXe siècle) une mutation vers l’industrialisation. Les broderies décorant le vêtement s’adaptent à la mode citadine diffusée par la presse d’époque. Plus qu’autre chose, le costume devient un médium de premier choix en faveur de la défense de l’identité culturelle bretonne.
Une conviction s’impose, « libérer » l’art régionaliste breton du stéréotype folklore qui le fige dans les esprits en créant des formes neuves à partir de l’héritage breton.

##### Le Journal des modes bretonnes -Ar Mod
Jeanne Malivel est la première à se lancer dans cet enjeu dans le but d’adapter le vêtement traditionnel à la vie moderne. Elle souhaite alors fournir par le biais d’un journal des solutions pratiques en proposant notamment des modèles (patrons de broderies et/ou de dentelles, poncifs à décalquer). Le Journal des modes bretonnes (titré Ar Mod par Jeanne Malivel) est un premier terrain de coopération pour les Seiz Breur. Suzanne Candré-Creston se joint à Jeanne pour imaginer et défendre le projet.
Elles rédigent plusieurs brouillons d’articles et constituent plusieurs essais. Cependant, le projet peine à voir le jour faute de financement. Jeanne relancera le projet en novembre 1924 sans plus de succès. On distingue dans les ébauches de maquettes conservées une grande ambition dans la promotion du vêtement breton renouvelé.

#### La broderie et les tissus imprimés
Le désir d’insuffler un élan moderne aux fabrications bretonnes ne se restreint pas au vêtement. Il s’affilie à un mouvement plus large qui, depuis la fin du XIXe siècle, souhaite relancer la production textile locale en modernisant la broderie traditionnelle. Jeanne prend activement part à cette rénovation en dessinant de nombreuses séries de motifs. Dès mars 1923, elle se voit confier la direction de l’atelier de travaux pour jeunes filles de l’école des Beaux-arts de Rennes qui dispense alors des travaux pratiques de broderies et de dentelles. La position de Jeanne Malivel, que partagent les Seiz Breur, est celle d’encourager ces travaux féminins afin d’en renouveler l’intérêt et d’en faire un art vivant. 

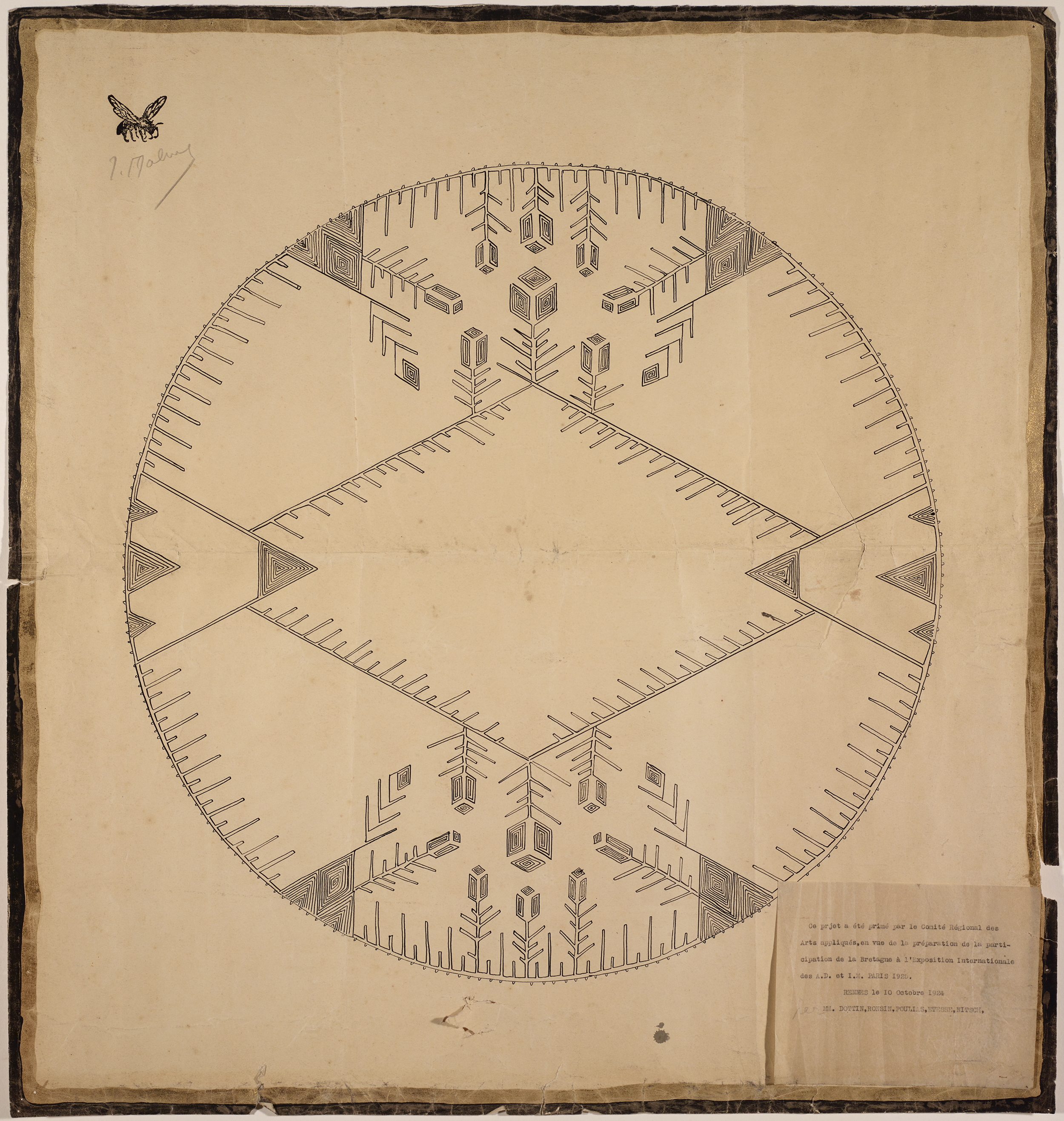
Motif de broderie, Malivel Jeanne, Vers 1924, musée de Bretagne. Un des dessins récompensés par le Comité Régional des Arts Appliqués à Rennes le 10 octobre 1924.

Les motifs décoratifs dessinés par Jeanne constituent de premières recherches qui suscitent promptement l’intérêt, comme de premiers témoins de la qualité et de l’audace empreinte de modernité de ses travaux : 
- Les modèles (sur dentelles) présentés lors de l’exposition régionale des arts appliqués (école des Beaux-arts, Rennes, 1922) retiennent l’attention du critique d’art Maurice Facy qui en souligne le caractère moderne dans la revue Art et décoration[29].
- D’autres croquis présentés lors de l’exposition des projets du concours organisé en 1924 furent primés par le Comité régional des Arts appliqués, dont l’intérêt réside alors surtout dans la rénovation des motifs de broderies et de dentelles traditionnelles[Note 7].

Ils ne rencontrent néanmoins pas l’unanimité, preuve de leur état encore expérimental (Théophile Lemonnier regrette notamment ce qu’il perçoit, dans les modèles présentés lors de l’exposition d’art régional de 1922, comme une copie de l’art insulaire).

On retrouve bel et bien l’esprit celto-breton caractéristique de son œuvre, d’inspiration ancienne et faisant écho au Celtic revival anglais. Mais celui-ci s'associe à l’Art déco, avec des lignes géométriques et des motifs végétaux (directement issus de l’Art nouveau), qui prédomine alors en Europe. Jeanne Malivel participe ainsi à la relance de la broderie traditionnelle et s'attache à fournir aux artisans locaux des modèles de qualité. Ses collaborateurs de premier plan seront Jean Connan (1873-1941) et Julie Nancy Pugeault (1876-1966). Cette dernière se verra confier, dès 1921, la réalisation des broderies dessinées par Jeanne et destinées à orner linge de table, vêtement et/ou objet de décoration. 

Motifs de broderie dessinés par Jeanne Malivel
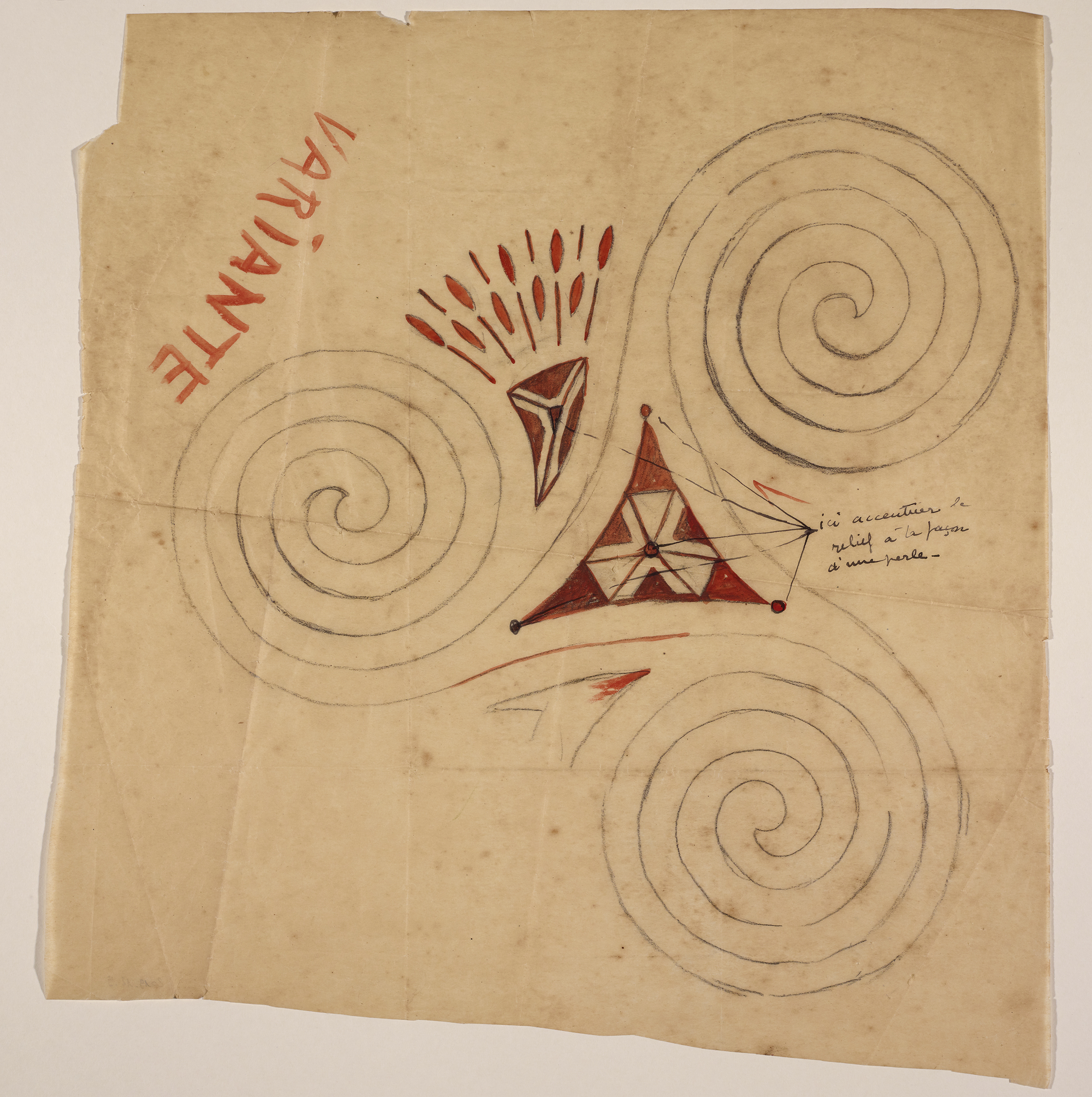
Motif de broderie (2019.0012.9), Malivel Jeanne, Vers 1925, musée de Bretagne.
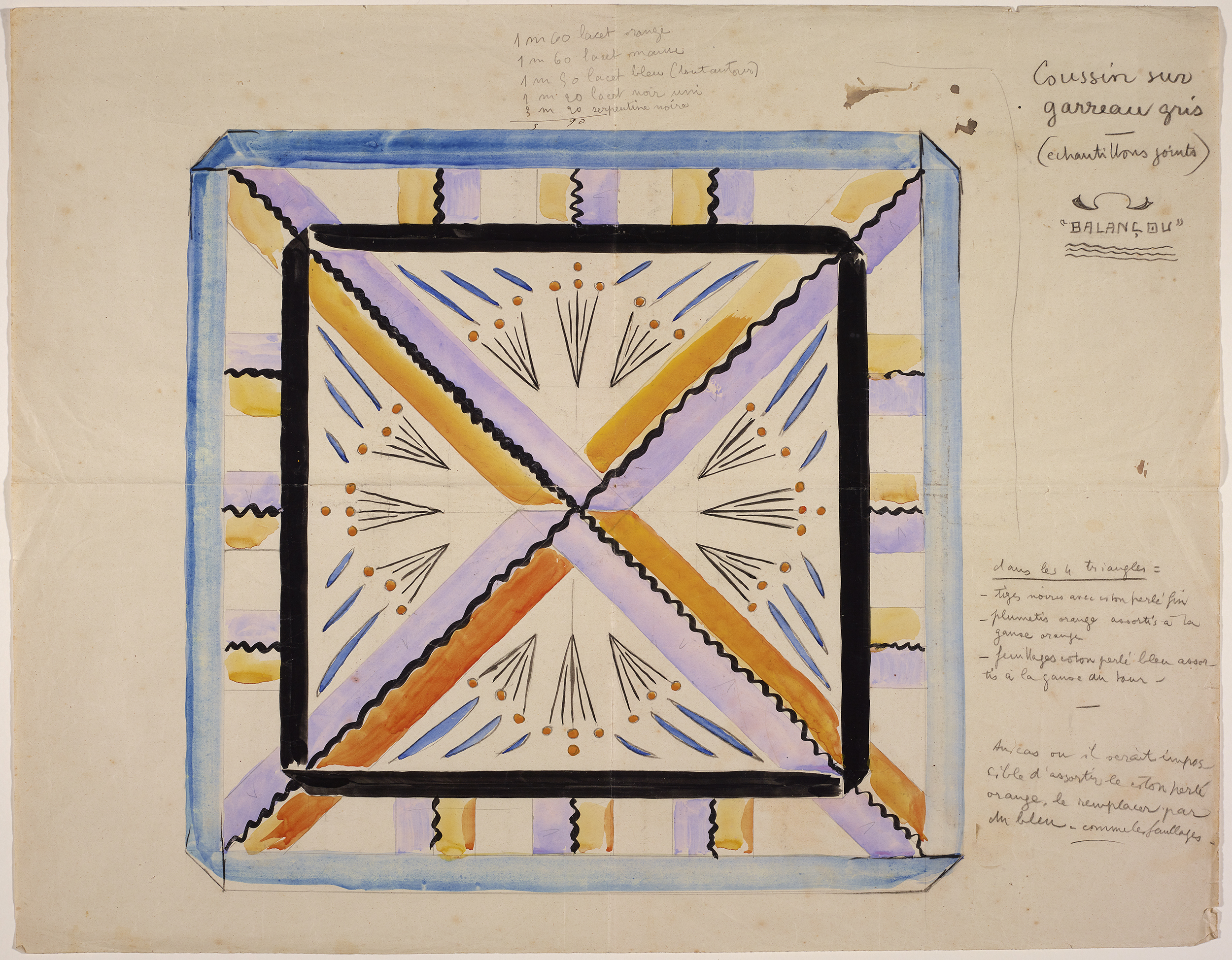
Motif de broderie (2019.0012.2), Malivel Jeanne, Vers 1925, musée de Bretagne.
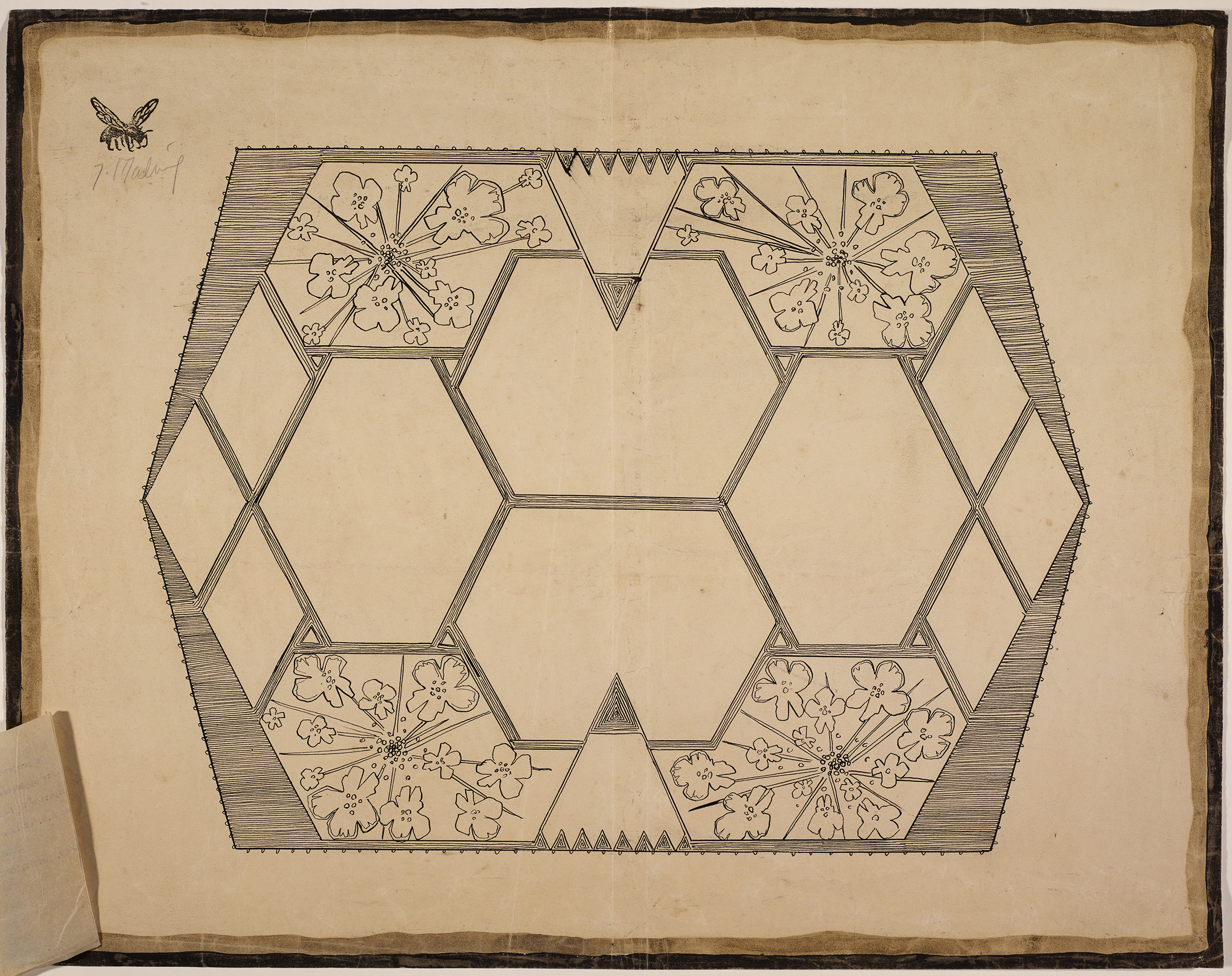
Motif de broderie (2019.0012.14), Malivel Jeanne, Vers 1924, musée de Bretagne.

### Arts décoratifs

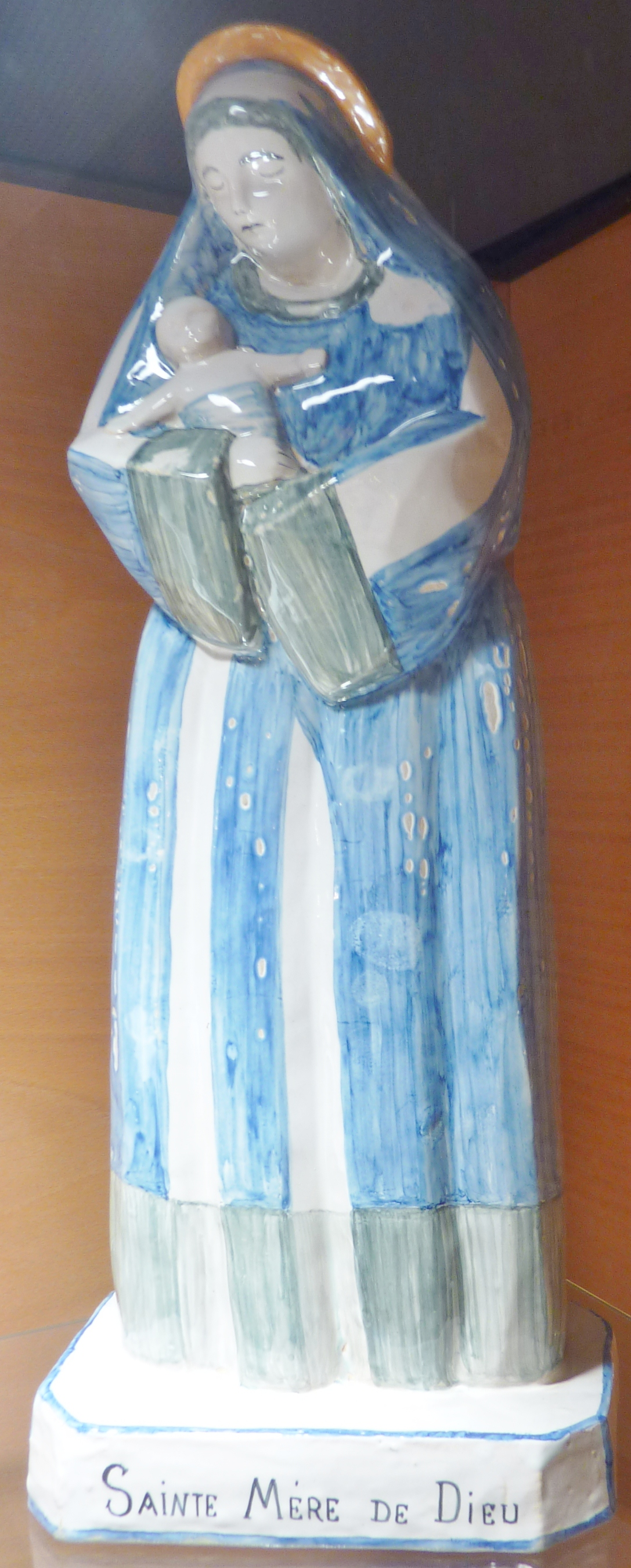
Sainte Mère de Dieu (vers 1925), faïence, musée de la Faïence de Quimper.

En 1919, Jeanne Malivel fait paraître dans Breiz Atao un article où elle appelle à l'épanouissement d'un art populaire, reflet de l'identité bretonne. En accord avec cet engagement militant, elle s'adonne à la conception de meubles, de motifs textiles, et à la pratique de la céramique. Son usage de la gravure, qu'elle qualifie d'« imagerie » plutôt que d'estampe, trahit cette conception tournée vers la diffusion populaire plutôt que vers la clientèle d'amateurs, qui recherchent la rareté.

#### Céramiques
En 1920, Jeanne Malivel fait la rencontre de Jules Henriot, un faïencier de Quimper, qui va s'avérer être l'élément déclencheur de l’intérêt grandissant de l'artiste pour la céramique. Sa production ne dure que cinq ans mais se révèle foisonnante par son inventivité et les nombreux croquis subsistants. En effet, elle travaille en lien étroit avec la faïencerie Henriot qui s'occupe de la partie réalisation d'après des croquis détaillés de l'artiste.
Le 18 août 1920, peu de temps après la rencontre avec Henriot, elle se rend pour la première fois à sa faïencerie où elle réalise trois assiettes. Elles présentent un décor classique, mais avec une harmonie affirmée qui s'éloigne de ce que l'on retrouve habituellement dans les motifs traditionnels de la manufacture. Elle témoigne déjà de sa volonté de renouveler le vocabulaire décoratif traditionnel. Une nouvelle visite avec des projets plus étudiés est prévue par l'artiste.
Malivel passe une première commande à la faïencerie Henriot, peu de temps après sa visite, d’un service de vaisselle à motifs traditionnels destiné pour sa sœur Marie-Charlotte : elle dessine le service puis envoie les croquis pour la réalisation.
En 1922, elle se rend à la faïencerie où elle réalise quelques prototypes. Elle passe à nouveau commande en octobre 1923 d’une assiette, une coupe à fruit et d’un saladier pour un projet de “service à facettes” ou “service octogonal”. Malivel fournit des croquis avec des indications sur les couleurs à employer. En janvier 1924, elle rend visite à Henriot et demande l’ajout de cinq pièces (une soupière, un plat long, un plat rond, un plat creux et un ravier) pour compléter le service. Sur place, elle en profite pour s’occuper de deux statuettes, une Vierge et un saint Yves, dont elle a demandé la réalisation à Renée Halard-Trubon avant de les décorer elle-même. De ces deux œuvres, seule la Vierge nous est parvenue.
Sans nouvelle de ses commandes, Malivel envoie une lettre en février 1925 à la faïencerie où Henriot lui fait part de sa surcharge de travail à l’approche de l’Exposition internationale des Arts décoratifs et industriels modernes. À la fin du mois elle reçoit quelques pièces, une des deux statues et un assiette du service octogonal. Peu satisfaite du rendu général, elle fait parvenir à la faïencerie une lettre indiquant les changements à effectuer notamment bannir les fonds unis pour les services au profit de hachures mauves et jaunes. Après, près d’un an et demi d’attente, elle reçoit en mars la majorité du service.
Jeanne Malivel décide d'exposer une partie de ces céramiques au pavillon de Bretagne lors de l’Exposition internationale des Arts décoratifs de 1925. Elle reçoit de la part du jury une mention honorable. Malheureusement, ce service n’existe plus.
Peu satisfaite de leur travail, Malivel cesse sa collaboration avec la faïencerie dans le courant de l’année 1925.
Même si peu vont aboutir, Malivel réalise de nombreux projets au cours de ces cinq années et réussit parfaitement à y transmettre l’esthétique de l’art du mouvement Seiz Breuer. S’inspirant des motifs populaires en vogue au XIXe siècle, notamment les motifs de pins, elle rompt avec le style de la faïencerie avec des pièces design, pensées dans leur globalité où la forme et le décor se répondent. Malivel privilégie les formes abstraites géométriques, souvent octogonales peintes en bichromie souvent de bleu, jaune ou violet.
- Sainte Mère de Dieu, vers 1925, faïence, musée de la Faïence de Quimper.
- Ensemble de table à décor géométrique jaune et noir, 1924, pour le pavillon breton de l'Exposition internationale des Arts décoratifs et industriels modernes de 1925.

#### Mobilier

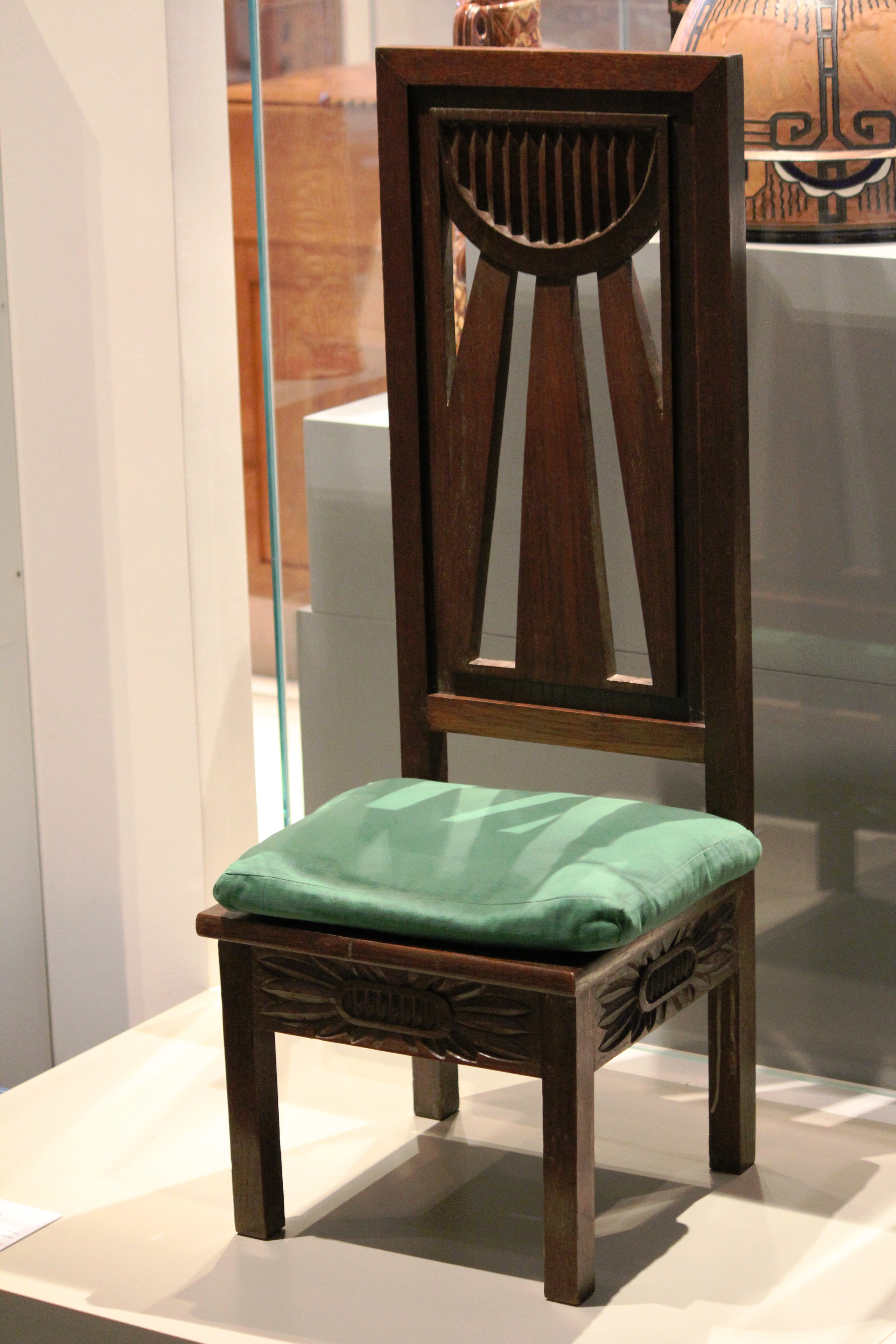
Chaise, Rennes, musée de Bretagne.

Jeanne Malivel développe des ensembles mobiliers dès 1919. Le premier fut réalisé pour sa sœur Marie-Charlotte fraîchement mariée avec Henri Cordier et installée dans une nouvelle demeure. Malivel déplore la laideur du mobilier et de la vaisselle bretons, jugés comme des dérives folkloriques, et formule dès lors son souhait “d’harmoniser les formes et les couleurs des bois [d’ameublement] avec les tableaux, les décorations murales et les broderies de tentures.” Ce faisant, elle s’inscrit dans une filiation directe avec William Morris, chantre de l'œuvre d’art totale et du mouvement Arts and Crafts outre-Manche. Daniel Le Couédic estime probable que Malivel se soit rendue à l’exposition consacrée aux Arts et métiers de Grande-Bretagne du musée des Arts décoratifs en 1914, lorsqu’elle était à Paris.
Dans une volonté de rénover les arts appliqués dans leur grande diversité, elle propose des projets de ré-ameublements complets avec des modèles pour différents types d’objets : tables, chaises, bancs-coffres, buffet-dressoir, armoires basses, horloge… Elle propose ensuite des éléments textiles et des services de table pour habiller le tout. Le dessin de ce projet pionnier est conservé au musée de Bretagne de Rennes.
Deux autres projets furent dessinés par Malivel pour ses proches et membres de sa famille en 1919. Il semble néanmoins que leur réalisation date seulement de 1921. Elle fait intervenir des artisans du bois tels que Julien Bacon à Caurel, Christian Lepart à Rochefort-en-Terre ou encore Gaston Sébilleau à Redon. Elle dessine en outre les ferrures de ses meubles par un garagiste de Loudéac. Il convient en effet de préciser que ces réalisations sont toujours le fruit d’une coopération entre plusieurs artisans. Jeanne Malivel ayant à plusieurs reprises vendu exclusivement les cartons sans pour autant suivre la production des meubles
Ses meubles sont pour la plupart des pièces massives taillées dans le chêne et reprennent les formes des meubles de la région loudéacienne et du pays de Guérande. Caractérisés par leur simplicité et leur robustesse, ils témoignent de la volonté de ne rien dissimuler de la structure et de marquer à l'inverse les points de jonction. Elle reste fidèle à une ornementation graphique d’inspiration celtique comme dans le reste de son travail. Elle reprend souvent des motifs solaires rayonnants, des triskèles et lignes brisées (rainures taillées en angle droit) incisées dans le bois. Elle se distingue cependant du style figuratif de ses contemporains qui choisissent de représenter des scènes de la vie culturelle bretonne comme des danses, des processions, etc. Dès 1924, elle ajoute de la polychromie.
Après la création du mouvement Seiz Breur, elle compose avec les membres de la fraternité, à plusieurs mains. Le résultat de leurs travaux a été présenté au pavillon de la Bretagne à l'Exposition internationale des arts décoratifs et industriels modernes de 1925. Ils y exposent la salle de l’osté (salle commune de Haute-Bretagne) qui sert de manifeste des formes modernistes initiées par le groupe. L’ensemble comprend une armoire, deux bonnetières, une horloge, un buffet, une table à tirette, un banc et quatre chaises qui portent les mêmes coupes et la même ornementation. Cet ensemble trouve son lot d’admirateurs et est loué par la presse. Maurice Facy s’enthousiasme de la capacité de Malivel à “restituer non pas dans le détail mais dans l'ensemble, l'atmosphère gaie et sincère d'un intérieur de campagne”. L’ensemble est aujourd’hui conservé au musée départemental breton de Quimper.
Les Seiz Breur obtiennent à cette occasion une médaille d’or avec les félicitations du jury. L’influence stylistique de Malivel domine et sera poursuivie par le groupe, dans l’ameublement surtout, après sa disparition.

## Expositions

### Pontivy,Salon d'art régional,juillet 1917
En 1917, à l'âge de 22 ans, Jeanne Malivel a une expérience déterminante à Pontivy. Lors de sa participation au congrès de la Fédération régionaliste bretonne, elle est captivée par le discours inspirant du célèbre peintre et graveur Maxime Maufra, qui encourage vivement les artistes à s'engager dans la création artistique bretonne. Cette rencontre fortifie la vocation artistique de Jeanne et la motive à poursuivre un chemin singulier. Elle décide alors de concilier les traditions de l'art breton avec les courants modernes, un objectif qui la guide de sa ville natale, Loudéac, à Paris, où elle s'inscrit aux cours de l'Académie Julian. Après un été consacré à se préparer pour un concours, Jeanne fait ses débuts lors de sa première exposition d'envergure en septembre de la même année. Intitulée "Artistique et Bretonne", cette exposition à Pontivy est organisée au profit des orphelins de guerre. L'événement est largement relayé par le journal L'Ouest-Éclair du 17 septembre 1917, qui met en lumière la contribution remarquable de Jeanne Malivel. Avec une série de 16 œuvres, dont "En prière" (également connue sous le titre de "La Marnot"), elle attire l'attention d'un premier acheteur, marquant ainsi le début d'une trajectoire artistique prometteuse.

### Galerie Goupil,Première exposition des peintres d'Armor, avril 1919
Jeanne participe à la première exposition des Peintres d’Armor en avril 1919, dans une lettre qu’elle écrit à Yvonne Malivel au mois de mars on peut lire « J'ai envie d'avancer le plus possible mon arrivée à Loudéac. Tout dépendra de la date d'envoi et d'ouverture des « peintres d'Armor, à la galerie Goupil (je suis régionaliste jusqu'au bout tu vois, puisque je les ai préférés au salon)». À ce sujet elle se réfère au salon organisé par les peintres Jeanne-Marie Barbey et Jean-Julien Lemordant. Il semblerait également, selon une lettre écrite par Pierre Arrou, qu’elle expose lors de la seconde exposition des Peintres d’Armor du 29 avril au 20 mai 1920 dans la Galerie Manzi. Il écrit « Quel chemin parcouru où vous exposiez à la galerie Manzi-Joyant cette grande peinture à l'huile représentant une fillette, dans un vieux parc baigné de lumière verte et devant laquelle je ne sais quel ministre prononça je ne sais plus quelles paroles définitives, comme : "en effet... oui... oui", qui marquaient son profond enthousiasme et sa profonde émotion? ».

### Guérande,Exposition du congrès de l'Union régionaliste bretonne,août 1920
Jeanne Malivel affirme son engagement lors du Congrès de Guérande, qui se tient du 25 au 29 août 1920, en faveur de la cause bretonne. À cette occasion, elle déclare : "J'avais levé bien haut la mienne [main] pour la Bretagne telle qu'elle doit être, la Bretagne seule. Je vous dis ceci non pour parler de moi haïssablement, mais pour que vous connaissiez ma pensée, qui sans nul doute est aussi la vôtre" . Jeanne Malivel s'illustre ainsi en tant que militante, son engagement étant mentionné pour la première fois dans une déclaration du Marquis d'Estourbillon, appelant à la valorisation et à la reconnaissance de la langue bretonne. Dans le cadre du programme artistique de la Fédération Régionaliste de Bretagne, elle contribue à la recherche d'éléments de décoration celto-bretonne et à leur application dans l'industrie ainsi qu'au développement de l'apprentissage des métiers d'art. Cette période voit également une montée en puissance du mouvement celto-breton, marqué par l'influence celtique, notamment celle du Livre de Kells irlandais, dans divers domaines artistiques tels que la céramique, l'ameublement et les impressions .
La Bretagne est choisie comme lieu d’expérimentation par le Comité central technique des arts appliqués afin de réaliser un inventaire des ressources des différentes régions. Le critique d’art, Maurice Facy explique que l’accent de l’exposition sera principalement mis sur la rénovation des motifs de dentelles et broderies. À propos du travail de Jeanne Malivel il écrit notamment « Citons avec éloges deux autres artistes forts avertis, Mlle Malivel et M. Rosot dont les compositions exécutées sur dentelle de tulle, sont-elles aussi inspirées de l'art linéaire celtique, mais traitées avec une grande liberté, ce qui donne encore plus de séduction.»

### Rennes,Exposition d'art régional des Arts appliqués, 1922
En 1922 se tient à Rennes l’Exposition d’art régional des arts appliqués, dans le cadre de la préparation de l’exposition internationale des Arts Décoratifs, prévue en 1925 à Paris. La Bretagne est choisie comme lieu d’expérimentation par le Comité central technique des arts appliqués afin de réaliser un inventaire des ressources des différentes régions. Le critique d’art, Maurice Facy explique que l’accent de l’exposition sera principalement mis sur la rénovation des motifs de dentelles et broderies. À propos du travail de Jeanne Malivel il écrit notamment « Citons avec éloges deux autres artistes forts avertis, Mlle Malivel et M. Rosot dont les compositions exécutées sur dentelle de tulle, sont elles aussi inspirées de l'art linéaire celtique, mais traitées avec une grande liberté, ce qui donne encore plus de séduction.» 

### Rennes, galerie Louis Carré, du27 avrilau10 mai 1923
Ce sera à cette occasion que Jeanne aura sa première et unique exposition personnelle, du 27 au 10 mai 1923, à la galerie Louis Carré à Rennes. Juriste de profession, Carré décide cette année-là de reprendre l’entreprise d'antiquités de son père et d'aménager un espace pour exposer le travail des artistes locaux. lors de cette exposition, Jeanne présente 14 peintures, 30 gravures et environ une quarantaine de croquis et aquarelles. À tout cela s’ajoutent aussi des réalisations textiles issues de sa collaboration avec Mme Pugeault l’année précédente.
Pour cette exposition elle conçoit un catalogue, dont la préface est écrite par Paul Desgrées du Lou (1897-1965), journaliste à l’Ouest-Éclair, il y écrit  «Les vrais artistes ne passent pas, sans une légitime inquiétude, le seuil des galeries quand un nom féminin en orne le fronton. Les jeunes filles sont si nombreuses, aujourd'hui, qui font de la peinture ! Encouragées par la semblante facilité des modernes factures de nos arts plastiques, ne vont-elles pas jusqu'à imposer leurs vides et malhabiles essais aux trop hospitalières cimaises ? (...) jolie naïveté de certaines œuvres et son ardeur à peindre, car sa peinture est ardente, sincère et vraie, à peine emprisonnée par le souci de maintenir dans le caractère décoratif, qui sied à ses dispositions quasi-masculines, les manifestations de son étonnante facilité. [...] nous sommes loin des mièvres prestations que nos modernes adolescentes élaborent entre une leçon de piano et une séance de couture, se donnant tout au plus la peine de glaner, par-ci, par-là, les parti pris qui sont nécessaires à l'envahissant snobisme de notre époque ! (...)  Et l'imprécise poésie qui se dégage du jeune talent de Mlle Malivel plaît justement par son absence de féminité trouble et cette vigueur un peu rude qui crie (notamment dans les gravures) un âpre et curieux contraste entre l'auteur et l'œuvre. Tout ceci est charmant...» Selon Olivier Levasseur, le préfacier met surtout en avant la « naïveté » de ses œuvres et que si elles plaisent c’est parce qu’elles ne seraient pas féminines. Elle réalise pour cette exposition une affiche illustrée d'une grande linogravure. En parallèle de cette exposition Jeanne participe à la 29e Exposition de l’association artistique de Bretagne qui se déroule au musée en face de la Galerie Carré.

### Paris,Exposition internationale des Arts décoratifs et industriels modernes, 1925
C’est au premier étage du Grand Palais qu'exposent 19 écoles des Beaux-Arts parmi les 40 alors existant en France. Le stand de Rennes, en fer forgé réalisé par Théodore Brand (1882-1952), abrite des éléments divers réalisés par les élèves, notamment des broderies et dentelles conçues par les élèves de Jeanne Malivel et réalisées par la maison Javen de Quimper. Maurice Facy, critique d’art, écrit à propos de l'enseignement de Jeanne: " C'était encore et toujours des conceptions de rénovation des modes bretonnes, en l'espèce de charmants modèles de dentelles, de broderies et de tablier de fête à l'usage des paysannes, conçus par les élèves et exécutés par la maison Jaouen de Quimper. Les visiteurs n'ont pas oublié un tablier à fond de tulle décoré de motifs orange et bleus du plus bel effet; la maison Bogrand de Saint-Brieuc regrettera peut-être de n'avoir pas, un peu avant cette époque, accepté un autre modèle de tablier à fougères d'or brodées sur fond de tulle noir que Jeanne Malivel lui proposa de faire exécuter en série par des ouvrières du pays de Vannes.".
Pour sa participation, l’école régionale des Beaux-Arts de Rennes reçoit un prix et plusieurs élèves de Jeanne sont aussi récompensés individuellement : Jean Ronsin, Marguerite Droudun, Paule Laurent, Marie-Rose Riou, Camille Cloarec, Odette Bollengier, Alice Eude et Louise Perron reçoivent une médaille de bronze, tandis qu'Andrée Ernouf reçoit une mention. Quant à Jeanne, elle reprendra les cours en 1926, jusqu’à la fin de l’année scolaire, avant d’être hospitalisée.

### Saint-Nazaire,Exposition des arts appliqués, 1927
Le groupe Seiz Breur organise une exposition posthume en hommage à Jeanne Malivel et à sa contribution remarquable dans les domaines artistique et militant régional, à Saint-Nazaire en 1927. Intitulée "Exposition des arts appliqués", elle se déroule du 20 juillet au 15 août 1927. La famille de Malivel prête quasiment l'intégralité de sa collection pour cet événement. L'exposition met en valeur différents projets de ferronneries, de mobilier et d'architecture, ainsi que des pièces textiles telles que des étoffes imprimées par les Teintures de Bretagne, un petit tapis en garreau et des coussins brodés. Elle présente principalement des gravures, dont des représentations de saint Maurice et de saint Ronan, ainsi qu'un cadre contenant les illustrations de l'Histoire de notre Bretagne par Jeanne Coroller-Danio. Cette exposition offre ainsi une rétrospective captivante de l'œuvre et de l'influence de Jeanne Malivel dans les arts appliqués et le patrimoine breton.

### Auray(Saint-Goustan), galerie des Moineaux, 2014
L'exposition à la galerie Les Moineaux à Auray mettait en lumière les œuvres de Jeanne Malivel. Les visiteurs pouvaient découvrir ses études de costumes et de coiffes, révélant ainsi son importance dans la préservation et la promotion du patrimoine culturel breton. Claude Guillemot propriétaire de la galerie, présentait également des pièces de Marcel Mettenhoven, Mathurin Méheut et Georges Gobo, offrant ainsi un aperçu diversifié du paysage artistique breton .

### Musée de la Faïence de Quimper,Jeanne Malivel, pionnière de l'art moderne breton,du16 avrilau29 septembre 2018[48]
L'exposition, qui s'est déroulée du 16 avril au 29 septembre 2018, célèbre la vie et l'œuvre de Jeanne Malivel. Au-delà de son art, elle avait une vision inclusive, cherchant à rendre ses œuvres accessibles à tous. Elle a également tenté de revitaliser l'artisanat dans la région de Loudéac, confrontée à l'émigration vers les villes. Réalisée en collaboration avec l'association Jeanne Malivel et la famille de l'artiste, l'exposition présente tous les aspects de son œuvre, mettant en lumière sa modernité à travers des broderies inspirées de ses dessins, réalisées par les élèves de l'École de Broderie d'Art Pascal Jaouen .

### Rennes,Rennes 1922, les Arts et l’identité bretonne, 2022
L'exposition Rennes 1922 du Musée des Beaux-Arts de Rennes explore la vie artistique de la ville pendant la période allant de la Belle Époque aux Années Folles. Elle met en lumière les réalisations artistiques et décoratives de cette époque, notamment les derniers travaux de décoration de l'Hôtel de ville inaugurés par le maire Jean Janvier. L'exposition met en avant le rôle de l'École des Beaux-Arts de Rennes dans la formation des artistes et des artisans, ainsi que les initiatives visant à promouvoir l'authenticité régionale et le renouveau des arts décoratifs bretons. Des artistes tels que Jeanne Malivel et le groupe Ar Seiz Breur sont également mis en avant pour leur contribution à cette effervescence artistique. En résumé, l'exposition offre un aperçu complet de la scène artistique rennaise de l'époque, mettant en valeur à la fois les réalisations publiques emblématiques et le travail souvent méconnu de nombreux créateurs locaux .

### Paris,bibliothèque Forney,Jeanne Malivel, une artiste engagée, du8 marsau1erjuillet 2023[51]
L'exposition présente plus de 250 œuvres de Jeanne Malivel (1895-1926), une artiste pionnière de l'Art déco, active dans divers domaines des arts appliqués. Connue pour son engagement en faveur du renouveau des arts décoratifs, elle a fondé le groupe Ar Seiz Breur, qui a joué un rôle crucial dans le développement du mouvement Art Déco en Bretagne. Son travail varié inclut le dessin, la peinture, la gravure sur bois, le vitrail, le textile, le mobilier et la céramique, avec une production abondante en seulement une décennie. L'exposition, organisée à la bibliothèque Forney de Paris, met en lumière cette artiste audacieuse mais souvent méconnue, disparue prématurément à l'âge de 31 ans. Des visites-conférences sont également proposées, notamment à l'occasion de la journée internationale des droits des femmes.
La bibliothèque Forney célèbre ainsi le travail et l'engagement de Jeanne Malivel, lui redonnant une place importante dans l'histoire des femmes artistes du début du 20e siècle. Le catalogue de l'exposition énonce clairement ses objectifs. L’équipe curatoriale vise à compléter, à compenser et à faire progresser les lacunes de recherches sur le parcours de Jeanne Malivel. De plus, ils ambitionnent d'approfondir l'étude de ses liens personnels et de sa vie, souvent sous-estimés par rapport à ses contributions artistiques. Pour cela, l’équipe mentionne des lettres personnelles échangées avec des proches et des amis, ainsi que des travaux biographiques provenant d'archives liées à des artistes associés, dont l'œuvre a été préservée par leurs héritiers.

### Saint-Thélo, Maison des Toiles,Jeanne Malivel, François Planeix, artistes Seiz Breur engagés, du 1erjuin au 17 septembre 2023
L'exposition Seiz Breur à Uzel et Saint-Thélo en 2023 met en lumière deux artistes du Centre-Bretagne, François Planeix et Jeanne Malivel, membres éminents du mouvement. Les musées de la route du lin présentent leurs travaux tout au long de l'été. Cette célébration du centenaire du mouvement, fondé en 1923, offre une occasion unique de redécouvrir l'Art déco en Bretagne. À la maison des toiles de Saint-Thélo, ses œuvres polyvalentes sont accompagnées de créations de membres éminents du mouvement, offrant un aperçu diversifié de leur contribution. L'exposition met en avant la nouvelle identité visuelle de Loudéac, inspirée de l'art Seiz Breur et rendant hommage à Jeanne Malivel. Elle explore également la période d'innovation artistique du début du XXe siècle en Europe, où les Seiz Breur ont joué un rôle crucial en mêlant tradition et modernité. Jeanne Malivel, à travers ses multiples talents, a su insuffler un renouveau dans l'art breton, en proposant des motifs géométriques sobres et en se démarquant des clichés folkloriques.

## Hommages à Jeanne Malivel et postérité de son œuvre
L’œuvre de Jeanne Malivel, caractérisée par son engagement envers la culture bretonne et son utilisation innovante des techniques artistiques, a laissé une empreinte indélébile dans le monde de l'art breton. La postérité de cette femme artiste s'exprime à travers divers hommages qui lui sont dédiés, reflétant l'importance de son héritage artistique.

### Jeanne Malivel exposée
Tout d’abord, Jeanne Malivel connaît un certain rayonnement grâce à diverses expositions consacrées à l’art breton – tant en France qu’à l’international – et où son travail a été présenté. Toutefois, c’est davantage grâce aux expositions rétrospectives dédiées à Jeanne Malivel comme « Jeanne Malivel, pionnière de l’art moderne breton » ou encore « Jeanne Malivel, une artiste engagée », permettant au public de redécouvrir ses peintures, ses illustrations et ses sculptures.

### Actions associatives et hommages à l'artiste loudéacienne
En 1984, la commune de Loudéac – dont Jeanne Malivel est originaire – baptise du nom de l’artiste une salle d’une ancienne prison désaffectée laissée disponible à l’Association Dastum, qui organise la première exposition rétrospective de l’œuvre de Jeanne Malivel. Le milieu associatif a énormément participé au travail de mémoire de l’artiste bretonne. En effet, l’association d’histoire locale « Mémoire du pays de Loudéac » créée en 1991 publie à plusieurs reprises des articles sur Jeanne Malivel et son œuvre. Parmi les membres de cette association, Magdeleine Le Bouffo – qui en a été la présidente – demeure jusqu’à son décès en 2016 l’une des grandes actrices du travail de mémoire de l’œuvre et la vie de l’artiste loudéacienne, notamment grâce à sa galerie d'art « La Table ronde ».
« Ma mère a été élevée à Loudéac chez un oncle et une tante. Cet oncle était un bon ami du père de Jeanne... Depuis toute petite, j'ai toujours entendu parler d'elle.» 
Sur l’initiative de membres de la famille de l’artiste voulant œuvrés à la valorisation de l’œuvre de leur parente, l’association des Amis de Jeanne Malivel voit le jour en 2014 (dont Magdeleine Le Bouffo est membre d’honneur). L’association a donc créé une maison d’édition afin de publier des ouvrages de membres traitant de Jeanne Malivel, notamment Révoltes et batailles de la guerre des Gaules à la Grande Guerre par Françoise Le Goaziou, dans la série « Quand Jeanne Malivel gravait l’histoire de la Bretagne ».

### Colloques et conférences dédiées à Jeanne Malivel
Ayant gagné en importance depuis quelques années, les Amis de Jeanne Malivel, en collaboration avec l’association des Amis du Musée département breton, organise une journée d’étude consacrée à l’artiste le samedi 29 septembre 2018 qui s’est tenu au Musée de la Faïence de Quimper. Cette journée d’étude a réuni historiens et historiennes de l’art, descendants de Jeanne Malivel, membres de l’association ainsi que les amateurs et amatrices d'art. Cet événement a permis d’offrir une plateforme d'échange et de réflexion sur l'héritage de Jeanne Malivel, stimulant la recherche et la discussion autour de son impact culturel. 
Le programme de ce colloque était le suivant :
- Daniel Le Couédic (professeur émérite Institut de Géo architecture – UBO) – « Jeanne Malivel: les sources confluentes de son engagement ».
- Denise Delouche (professeur émérite à l’université de Rennes) – « Maurice Denis, préfacier de Jeanne Malivel ».
- Philippe Le Stum (directeur du Musée départemental breton) – « De quelques gravures sur bois de Jeanne Malivel ».
- Philippe Bonnet (conservateur en chef du patrimoine, Région Bretagne) – « Les Seiz Breur et l’art sacré: le couvercle des fonts baptismaux de Quintin ».
- Olivier Levasseur (auteur du livre Jeanne Malivel aux éditions Coop Breiz) – « Ameublement et textiles de Jeanne Malivel ».
- Bernard Verlingue (directeur du Musée de la Faïence) – « Jeanne Malivel, les arts de la table ».
- Françoise Le Goaziou (auteur d’ouvrages publiés sur l’artiste par l’association des amis de Jeanne Malivel) – « Une si belle âme : L’œuvre religieuse de Jeanne Malivel ».
- Gwen Lecoin (présidente de l’association Jeanne Malivel) – « Projets autour de l’œuvre de Jeanne Malivel ».

Plus récemment, Françoise Le Gloaziou - professeure agrégée et membre de l'association Les Amis de Jeanne Malivel - a tenu une conférence intitulée « Jeanne Malivel, sa vie, son œuvre » le 7 octobre 2023 à la médiathèque de Loudéac. Puis, le vendredi 9 février 2024, Olivier Levasseur a donné une conférence sur Jeanne Malivel aux Champs Libres à Rennes.

### Le cinéma et la littérature pour célébrer Jeanne Malivel
Au cinéma, des documentaires ont été produits pour rendre hommage à Jeanne Malivel. Ces films offrent souvent un regard visuel et narratif sur sa vie et des interviews d'experts, contribuant à immortaliser son héritage artistique et à sensibiliser un public plus large à sa contribution culturelle. Le documentaire Jeanne Malivel – Un soleil se lève  réalisé par Laurence-Pauline Boileau retrace la vie de l’artiste, entre son art et ses engagements féministes. Un autre documentaire Jeanne Malivel, l'art déco à la mode bretonne, réalisé par Alice Halopeau, a été diffusé pour la première fois le 31 janvier 2024 sur Arte dans Invitation au voyage, et dont le résumé est le suivant :
Jeanne Malivel, l’art déco à la mode bretonne  

Dessiner, graver, concevoir, réinventer l’art et l’artisanat bretons, encore et encore : Jeanne Malivel est une pionnière des arts décoratifs, l’autrice d’une œuvre foisonnante entre 1914 et 1926. Au cours de sa brève existence, elle est restée fidèle à l’âme de son territoire, tout en l’inscrivant dans le bouillonnement esthétique de son époque. L’engagement de Jeanne Malivel, tout à la fois artistique, social et féministe, prend racine au cœur de la Bretagne, dans ses paysages, son histoire et ses mythes. 

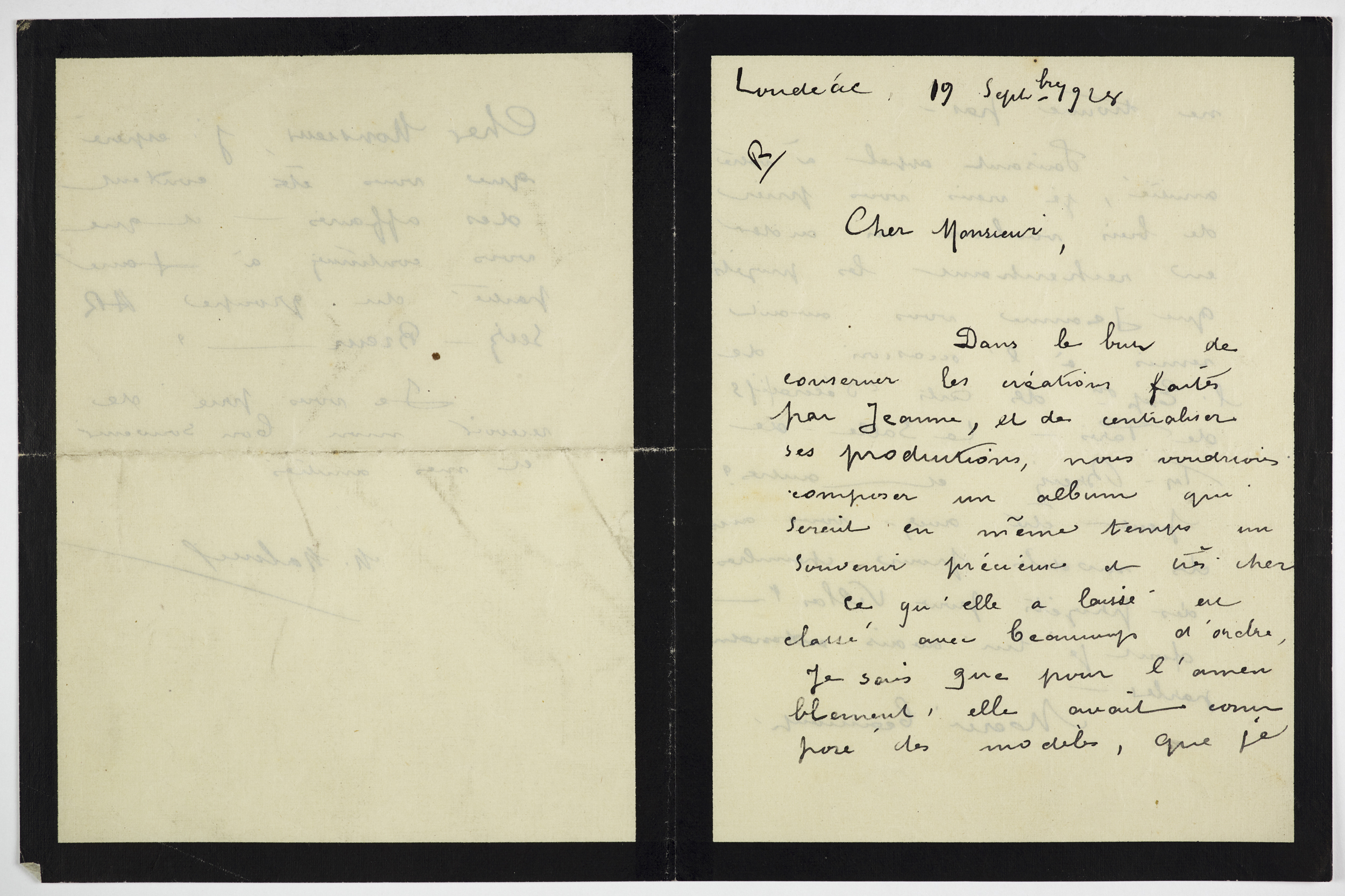
Marie Malivel, Lettre écrite lors de la préparation du livre Jeanne Malivel, 19 septembre 1928, Musée de Bretagne, Rennes.

La postérité de Jeanne Malivel s'étend également à la littérature, avec plusieurs ouvrages qui lui sont dédiés. Des catalogues d'expositions rétrospectives et biographies ont été écrites pour documenter sa vie, sa carrière artistique et son impact culturel. Ces livres explorent sa contribution unique à l'art breton et mettent en lumière les défis qu'elle a pu affronter en tant que femme artiste dans une époque où la reconnaissance féminine dans le domaine artistique était limitée. L'un des ouvrages les plus importants est Jeanne Malivel, son œuvre et les 7 frères réalisé par des parents de Jeanne Malivel et publié une première fois en 1929 aux Éditions Aubert. Cet ouvrage, entrepris par Marie Malivel après le décès de Jeanne, a été un travail complexe, dont la préface avait été rédigé par le célèbre Maurice Denis. La volonté de la famille de Jeanne, comme le démontre ces lettres, était la suivante :  
« Dans le but de conserver les créations faites par Jeanne, et de centraliser ses productions, nous voudrions composer un album, qui serait en même temps un souvenir précieux et très cher. » 

### La postérité de l'artiste
La postérité de Jeanne Malivel trouve principalement son fondement dans la préservation de son œuvre et dans le don de ses créations au  Musée de Bretagne à Rennes, assurant ainsi la pérennité de l'héritage artistique de l'artiste loudéacienne. Livres, documentaires, conférences et expositions convergent pour rendre hommage à cette visionnaire qui a su donner une expression unique à la culture bretonne, laissant en héritage un legs artistique d'une importance indéniable. Toutefois, c'est en Bretagne que son nom et son influence artistique résonnent encore et toujours dans tous les milieux.
Par exemple, en 2001, la commune de Rennes décide de nommer une rue en l'honneur de Jeanne Malivel. Plus tard, en 2019, les étudiants et étudiantes des diplômes d'études celtiques (DEC/DSEC) l'université Rennes 2, ont rendu hommage à Jeanne Malivel en adoptant le nom de Promotion Jeanne Malivel - Yann-Fañch Kemener. Ensuite, en 2022, la ville de Loudéac a entrepris une refonte de son identité graphique dans le cadre d'une dynamique d'attractivité et de revitalisation urbaine. Conçu par l'agence nantaise Katra, le nouveau logotype s'inspire largement du monogramme de Jeanne Malivel, native de la ville. Et récemment, en 2023, le nom de Jeanne Malivel est attribué à une école à Plouzané.